# خريف الغضب: قصة بداية ونهاية عصر أنور السادات

خريف الغضب: قصة بداية ونهاية عصر أنور السادات محمد حسنين هيكل 1986

خريف الغضب كتاب للكاتب الصحفي والسياسي محمد حسنين هيكل (1923 - 2016) صدر في أول نوفمبر 1982 باللغة الإنجليزية (Autumn of Fury: The Assassination of Sadat) في 290 صفحة عن شركة النشر الاسكتلندية «وليام كولنز وأبناؤه»، ويشرح الكتاب الأسباب التي أدت إلى إغتيال الرئيس المصري السابق «محمد أنور السادات». صدرت النسخة العربية من الكتاب عام 1986.

## مقدمة
جاء الكتاب بعد أقل من عامين من اغتيال السادات في حادثة المنصة يوم 6 أكتوبر 1981، وبعد خروج هيكل من السجن الذي دخله بقرار اعتقال من السادات، وذلك ضمن حملة اعتقالات شملت آلاف من الرموز السياسية من مختلف الاتجاهات، واكتملت يوم 5 سبتمبر 1981. يكشف هيكل: «أعترف أننى بدأت أفكر في كتابة هذا الكتاب منذ اللحظة الأولى لاعتقالى في 3 سبتمبر 1981، حين التفت ورأيت حولى في السجن كل هؤلاء الذين يمثلون الرموز الحية لأهم التيارات السياسية والفكرية المؤثرة في مصر، كنت مقتنعا (بشكل شبه وجدانى) أننى أعيش في دراما سوف نصل إلى نهايتها في يوم من الأيام، وبشكل من الأشكال، وأنني كصحفي قد أكون مطالباً بأن أروي قصتها قبل غيري». أثار الكتاب عاصفة جدل لا تتوقف. صدر هيكل كتابه بإعتباره أن عهد السادات كان بالأساس خطأً تاريخياً.

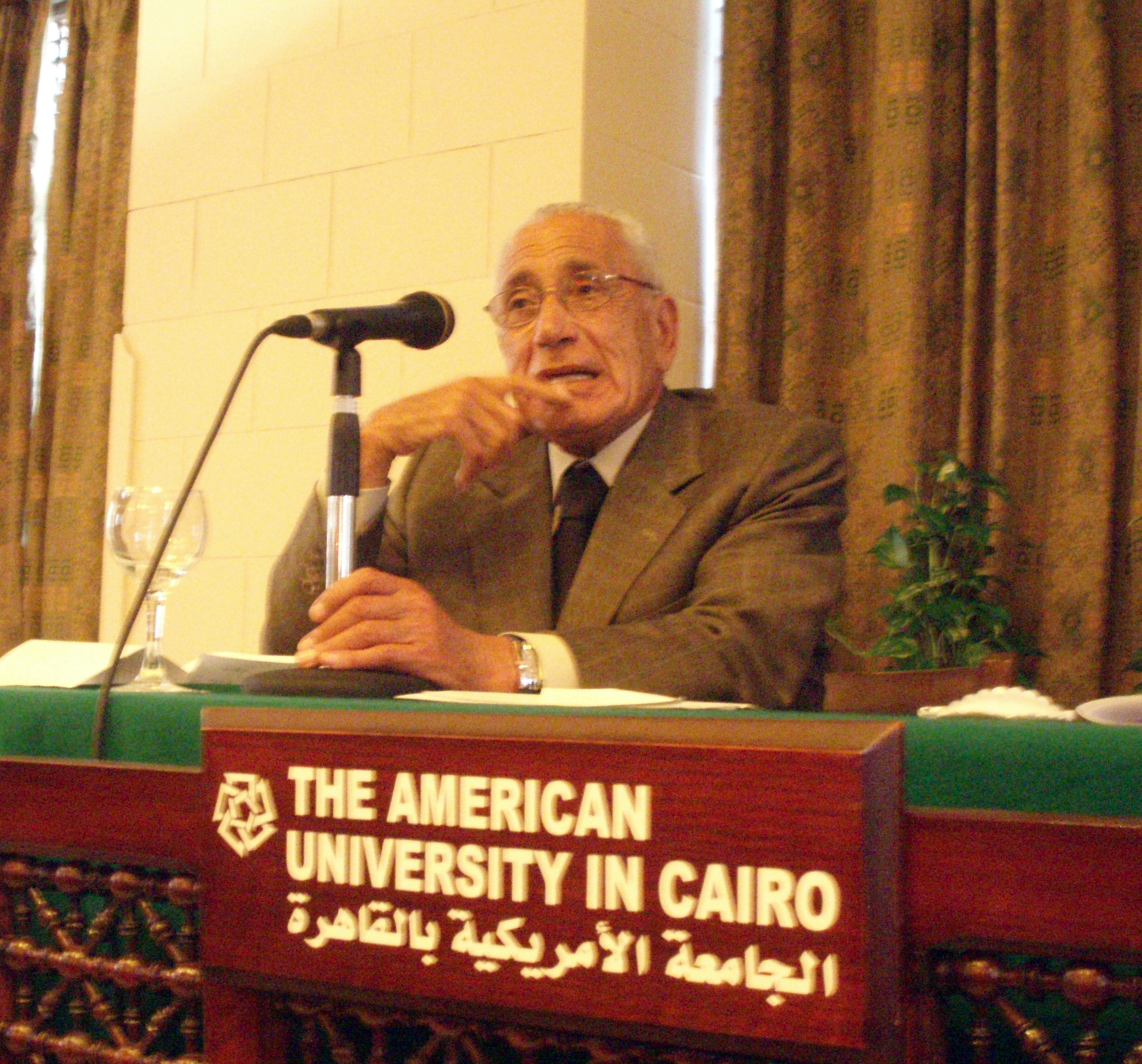
محمد حسنين هيكل (1923 - 2016)

عنوان الكتاب هو محاكاة لمصطلح شهير في السياسة البريطانية وهو «شتاء الغضب» ويشير إلى أضرابات عمال مناجم الفحم في إنجلترا عام 1977، وسقوط حزب العمال وتولي حزب المحافظين ومارجريت تاتشر رئاسة الوزراء، واستعار هيكل العنوان ليعبر عن انهيار عصر وبداية عصر آخر.
سلط برنامج «خارج النص» الضوء على كتاب «خريف الغضب» للصحفي المصري المعروف محمد حسنين هيكل، والذي يتحدث فيه عن فترة حكم الرئيس المصري السابق محمد أنور السادات، والأسباب التي أدت إلى اغتياله.
قدم الكثير من الكتاب والصحفيين كلماتهم عن «خريف الغضب» ضمن برنامج «خارج النص» على قناة التليفزيون الإخبارية "الجزيرة" في 17 فبراير 2019، حيث قالت دكتورة/ هدى زكريا (أستاذ علم الاجتماع السياسي): "يعد الكتاب دراما تاريخية يستخدم أسلوب "الزووم ان"، و"الزووم اوت"، وقال الكاتب الصحفي عبد الحليم قنديل: "صدر أول مرة عام 1983 باللغة الإنجليزية في لندن وترجمه هيكل بنفسه بعد أن رفع عنه المنع من النشر في مصر بعد أن رفع هيكل دعوى أمام القضاء الإداري وكسبها"، وأضاف الصحفي سليمان جودة: "صدر الكتاب باللغة الإنجليزية وللعرب، لهدم صورة السادات التي رسمت له في الغرب".

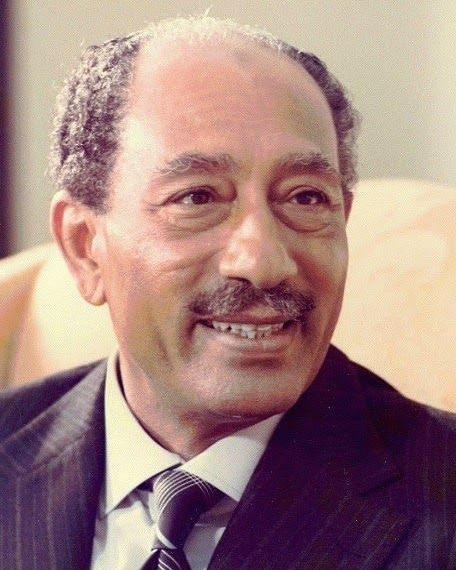
محمد أنور السادات (1918 - 1981)

## قبل الإصدار العربي
نشرت صحف المعارضة قبل طباعة «خريف الغضب» باللغة العربية بعض أجزاء منه مع موجة كبيرة من الاستياء والمعارضة تتذرع بحرمة الموت، حيث كتب صلاح جلال: «يجب أن نحترم القيم العامة»، وكتب صلاح منتصر: «هيكل أدان نفسه قبل أن يدين السادات»، وأضاف مكرم محمد أحمد: «أنه منهج خاطئ لكتابة التاريخ»، وكتب الكثيرين أن الكتاب يعكس سوء العلاقة بين هيكل والسادات وأن الكتاب يهدف إلى النيل من السادات بعد وفاته. كتب أستاذ الفلسفة فؤاد زكريا أن هيكل غضب من الهجوم على «ناصر» بعد وفاته، ثم قال عن السادات: «أرفض رهبة الموت وقدسيته من أجل تبرئة الحكام وإبعادهم عن النقد. هل يأتي كل حاكم ويفعل ما يشاء ثم يذهب فلا نناقشه في حياته، ولا نناقشه بعد مماته؟ أهذا معقول».

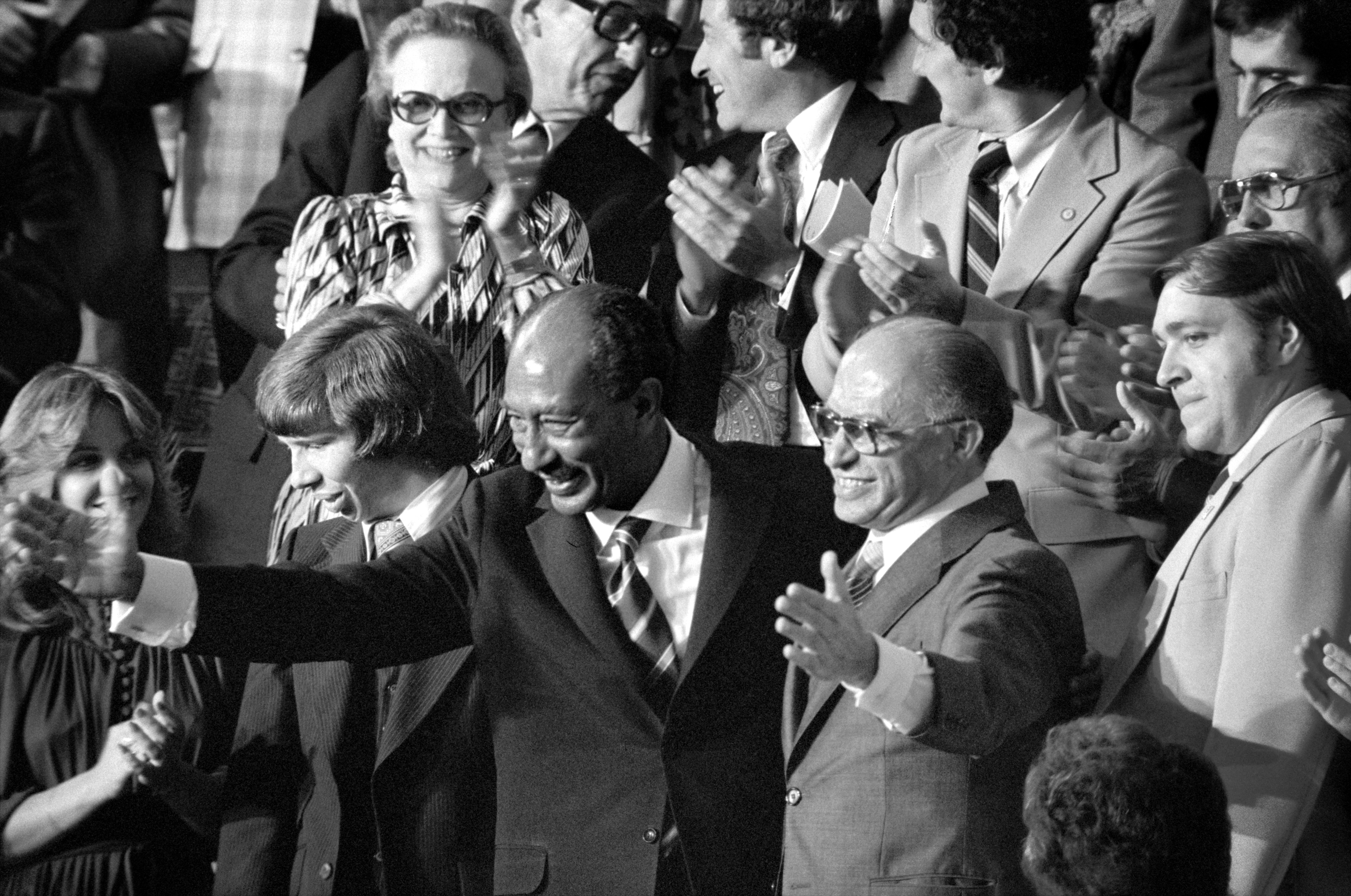
السادات ومناحيم بيجن 19 نوفمبر 1977

## نجيب محفوظ يتحدث عن «خريف الغضب»
قال نجيب محفوظ: «الكل يعرف أننى اختلفت مع الأستاذ هيكل في مسألة تقييد الحريات الخاصة والعامة في عهد عبد الناصر.. ومع ذلك أذكر أنه ساعد أدباء ومفكرين على توصيل أصواتهم عبر منبر صحيفة الأهرام، في رأيي لو لم يحترف هيكل الصحافة لأصبح أديبا مرموقا... هناك فرق بين انتقاد حقبة في زمن سريانها، وبين تقييمها ودراساتها بعد زوالها، هذا هو الفرق بين الاعتراض والتأريخ.. المعترض يستعمل أذنه وعينه، والمؤرخ يستعمل أذنه فقط، لأنه لم ير شيئا بعينيه.. كان موقفي من عبد الناصر والسادات هو موقف المعترض الأمين.. انتقدتهما في حياتهما من منظور أدبي من خلال أعمالي... واجتهدت في تقييمها بحس أديب في كتابى» أمام العرش«و» حوار بين الحكام«في عام 1985.. تبنى عبد الناصر العدالة الاجتماعية وكرامة الوطن والعروبة والدعوة للتحرير، واهتزت إنجازاته بغياب الإرادة الشعبية وتغليب الولاء على الكفاءة.. تبنى السادات الديمقراطية والانفتاح والدعوة للسلام واهتزت إنجازاته عندما قام بثورة ديمقراطية في 15 مايو سنة 1971، ثم وصفها بثورة مضادة في 5 سبتمبر 1981، وسمح باستشراء الفساد والغلاء في ربوع الوطن، وتمديد فترات الرئاسة إلى ما لانهاية».  

## مصداقية هيكل
كشف كاتب صحفي إسرائيلي، في مقال له في صحيفة «هآرتس»، إن جهاز الموساد الإسرائيلي، حاول التقرب إلى الكاتب المصري الراحل محمد حسنين هيكل في الستينات من القرن الماضي، وكتب أمير أورين في مقاله أن الموساد سعى إلى إقناع الكاتب الشهير بإجراء لقاءات مع «مسؤولين إسرائيليين أو حتى زيارة إسرائيل، وذكر أن الموساد سعى لفَهم تفكير هيكل الذي كان مقربا للغاية من الرئيس المصري الراحل جمال عبد الناصر، وعن مصادره لهذه المعلومات أوضح الصحفي الإسرائيلي، أنها الملفات الاستخباراتية والدبلوماسية السرية، في الأرشيف الوطني الإسرائيلي، التي كشف عنها قبل أسابيع. استبعد الصحفي الإسرائيلي أن يكون الموساد قد نجح في التقرب من هيكل، قائلا إنه كان» وطنيا شرسا، ويشعر بالاستياء من قوة إسرائيل المتصاعدة، ووصف الصحفي الإسرائيلي هيكل بأنه لم يكن من النوعية التي يمكن أن تغريها الأموال وأنه لا يوجد شيء يشير إلى إمكانية ابتزازه، وقال: «لا شيء في حياته يُوحي بإمكانية ابتزازه للتعاون مع الموساد. وذكر أن الموساد فكّر بعدة طرق للوصول إلى هيكل، بينها صحفيين، أمريكيين وفرنسيين، أو أكاديميين، وأضاف:» كان هيكل أكثر أصدقاء عبد الناصر إثارة للإعجاب؛ لم يكن يريد منصبًا رسميًا: فقط بعد ذلك بوقت طويل وافق على الخدمة، لفترة وجيزة، كوزير للإرشاد الوطني، لكن كان له تأثير كبير على تفكير عبد الناصر.

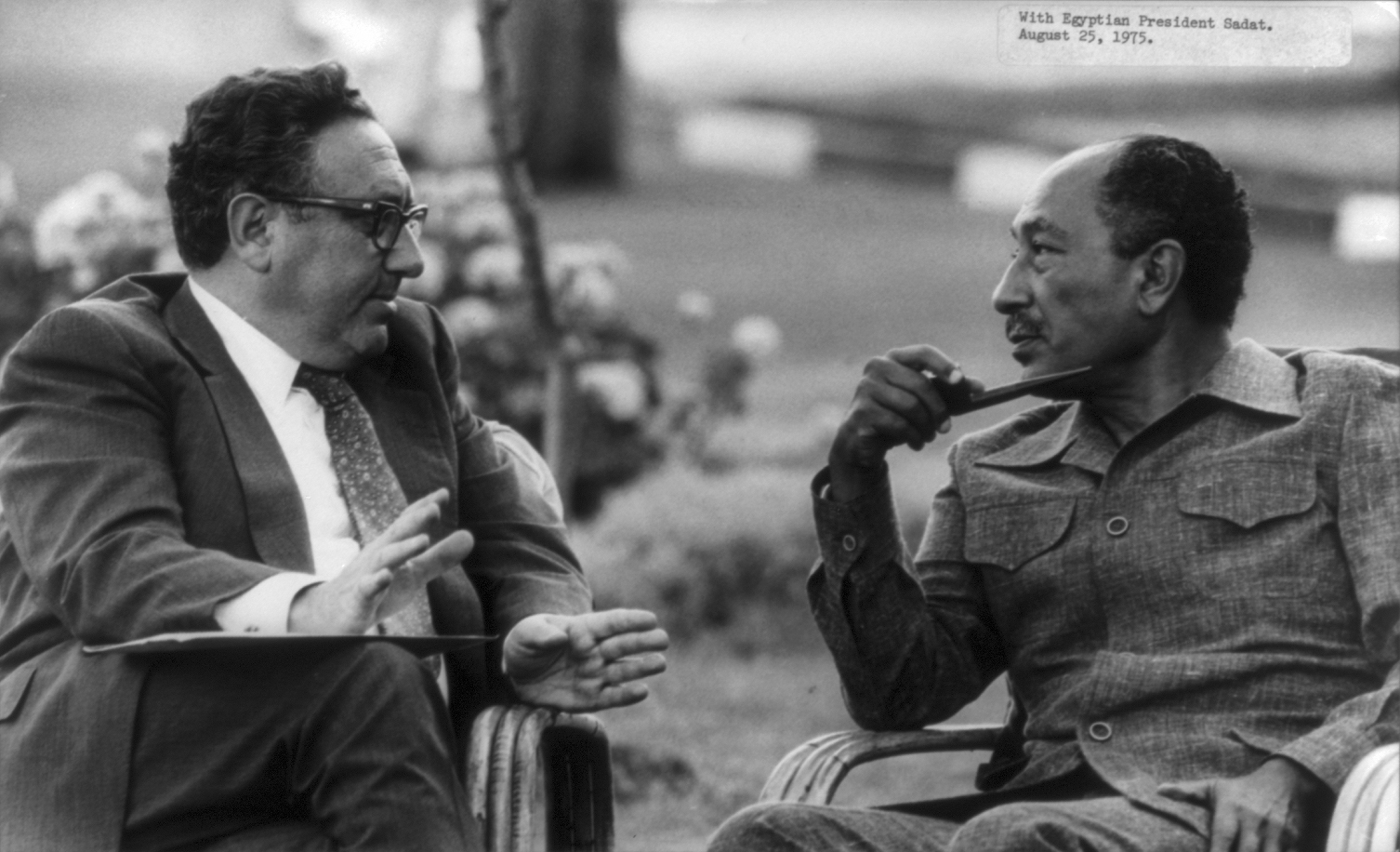
السادات وهنري كيسنجر

## رسالة متبادلة بين الحكيم وهيكل

### رسالة الحكيم إلى هيكل
كتب توفيق الحكيم هذه الرسالة المفتوحة إلى محمد حسنين هيكل وقدمها لتنشر في الأهرام. ولكن الأهرام رفض نشرها، فأرسلها الأستاذ توفيق الحكيم للأهالي لتنشر على صفحاتها.

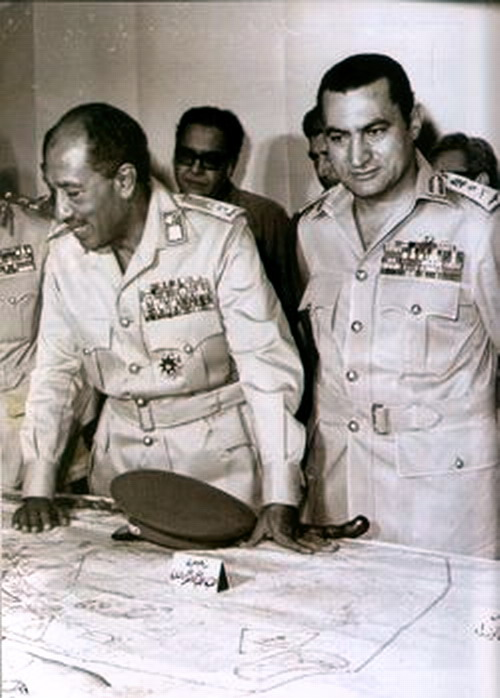
السادات ومبارك

كتب الحكيم: «أنا معتقد أنك متأكد من عدم موافقتي على كتابتك السياسة.. لأنك تتذكر ما كان يقوم بيننا من خلاف عندما كنا نجتمع في جلسات مجلس الإدارة بالأهرام، حيث كنت أوجه إليك الهجوم العنيف، ثم تنتهى الجلسة فإذا بذراعي في ذراعك ونذهب نتناول الطعام معاً ونحن نبتسم ونضحك.. ذلك أن علاقتنا تقوم على أمرين: الثوابت والمتغيرات أما الثوابت فهى المحبة والمودة وأما المتغيرات فهى الآراء من سياسية وغيرها، لا نخلط أحدهما بالآخر. وإني أكتبٌ إليك اليوم كى اهدئ من أعصابك بدافع هذه المودة والمحبة. وأنا بالذات لسبب واحد هو: إن حالتى تشبه حالتك. فأنت كتبت كتاباً هو» خريف الغضب«اعتبر هجوماً ضد السادات بعد موته. وأنا كتبت كتاباً هو» عودة الوعي«اعتبر هجوماً على عبد الناصر بعد موته.. وقد يفسر الغضب عندك بأنه وضعك في السجن. أما أنا فلم يضعني عبد الناصر في سجن ! .. فلم يبق أمام العالم العربى إلا التفسير الواحد:» عدم الوفاء«وربما» النفاق«لعهد آخر. . . واليوم أيضاً تقوم ضدي القيامة لكتابة أخرى: قيل إنها ضد الله تعالى. . فأنا الآن في وحدتى التي تعرفها:» لا زوجة ولا ولد«أعيش مع الله وأناجيه فقالوا أن هذه المناجاة ضلال وإخلال وطردوني من جنة الله وانهالت علىٌ خطابات الغوغاء وحتى بعض العقلاء تترحم على عقلي الذي ذهب والتخريف الذي جاء مع الشيخوخة.. كل الذي يهمني بالنسبة لك ولى هو» عدم احترام الرأى الحر«. . . فاكتب رأيك ولأكتب أنا رأيي. . . وليس من الضروري أن يعجبنى رأيك أو يعجبك رأيى... المهم أن يوجد الرأيان. والأهم أن يكون المجتمع خالياً من السلطة الواحدة المسيطرة برأى واحد في إمكانه إسكات كل صوت غيره... ولقد كان يحكى لنا في الحكايات والأساطير القديمة أن للملك وزيرين، وزير عن يمينه هو وزير الميمنة، ووزير عن يساره أو شماله، هو وزير المشملة كما كنا نسميه ضاحكين... ولم نكن نسأل عن اختصاص كل وزير. . . اليوم أود أن يكون وزير الميمنة هو الوزير المؤيد للحاكم ووزير المشملة هو الوزير المعارض، والحاكم يستمع لكل وزير بعين الاهتمام  ويستخلص رأيه بعد فحص الرأيين بكل دقة ونزاهة. . . ولقد قلت للمشايخ الأفاضل الذين زاروني في مكتبي بالأهرام ليسألوا عن حقيقة موقفي من الدين والله والحساب.. فقلت لهم: ما دام يوجد حساب في الآخرة فأنا مطمئن لأن معنى الحساب أنه محكمة يسمح لى فيها بإبداء دفاعي... لأن كل اتهام لابد له من دفاع... وفي الدار الآخرة لابد أن الحساب سيكون في جو من الهدوء والصفاء يجعل الدفاع مسموعاً. أما في الدنيا فإِن أصوات الغوغائية مقترنة أحياناً بأصوات جديدة للمفرقعات تجعل صوت الدفاع يخرج مخنوقاً يثير الضحك والاستهزاء أكثر مما يثير الرحمة والرثاء . . فلنا الصبر . . ولك منى الثابت في حياتنا المودة والمحبة».  توفيق الحكيم 

### رد هيكل

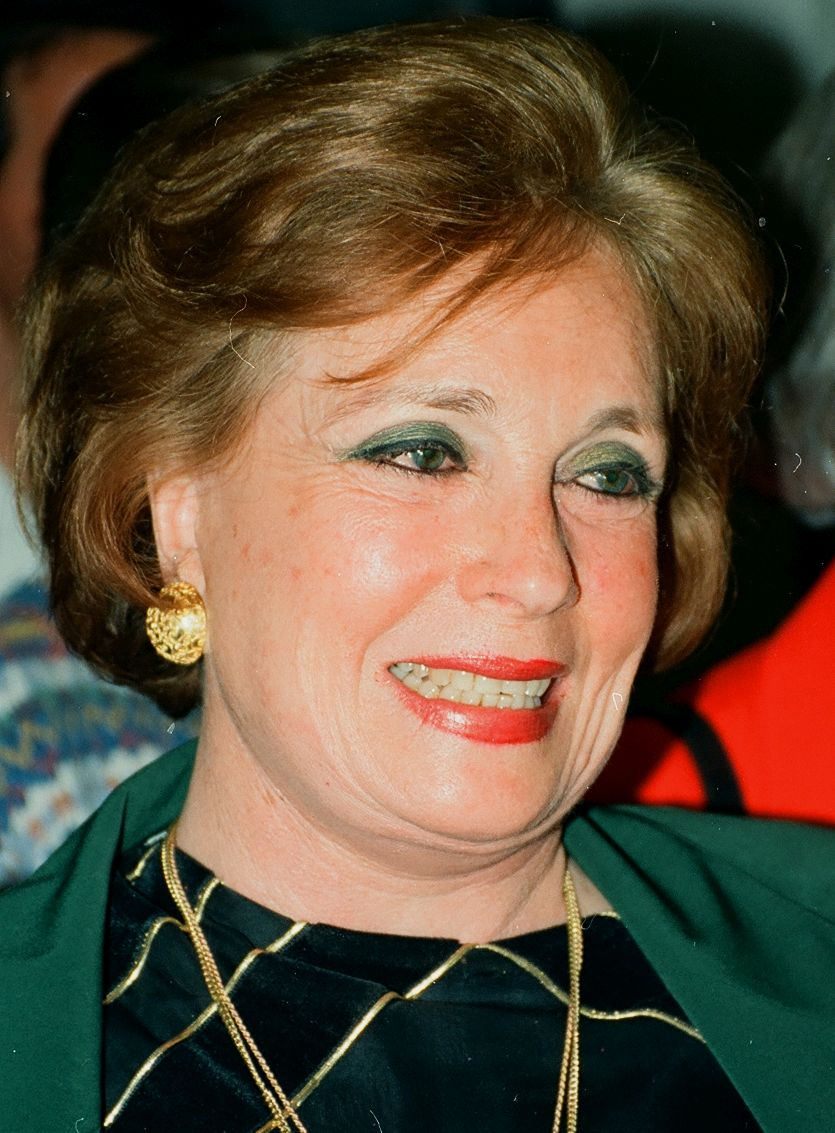
جيهان السادات (1933 - 2021)

رد هيكل على خطاب الأديب توفيق الحكيم المنشور على صفحات جريدة الأهالي قائلاً: جاءتنى كلماتك التي بعثت بها إلى عن طريق «الأهالى»... ذكرتنى بأيامنا الخوالى.. أيام كان الحوار بيننا دائر لا ينقطع.. هل تصدق أننى لا أقرأ كثيرا ما ينشر هذه الأيام، أعرف أهدافه، وأعرف أصحابه وألقى نظره سريعة على الصفحات الصاخبة، واستذكر مرة أخرى قوله «جورج برنارد شو»: إنهم يقولون ..ماذا يقولون؟ دعهم يقولون.. وأثق أنك تصدق لأنى واثق أنك تعرفنى.. وانتقل على ملاحظاتى على كلمتك:
أولا: دعنى أضع خطا فاصلا بين"عودة الوعى" الذي كتبته أنت عن جمال عبد الناصر، وبين كتابى "خريف الغضب" الذي لم يكن عن أنور السادات، لأنى أعتقد أن قصته مازالت قريبة وليس من السهل تناولها بتجرد.. دعنى أشرح لك فكرة كتابى حتى يتضح لك اختلافه عن كتابك.. لقد بدأت برئيس غاضب، يتذكر كيف كان- رحمه الله - ضيق الصدر، ومنفعلا، آلاف في المعتقل بقرار، مئات يفصلون من الجامعات والصحف.. بيوت لله - مساجد وكنائس- تنقض عليها الصواعق.. قرارات وخطابات ومؤتمرات كلها ساخنة إلى درجة الغليان، هجوم متصل على من لا يملكون حق الرد والدفاع، فؤاد سراج الدين "هو لويس السادس عشر الجديد"، فتحى رضوان "شيخ جليل أضاع وقاره بعد السبعين"..أنا ملحد .. هكذا اعترفت أمامه، غفر الله له، والشيخ المحلاوى في "مرمى السجن زى الكلب"... كان الرئيس غاضبا، ولكى أشرح أسباب غضبه فقد حاولت أن أقترب من مفاتيح شخصيته ... الجزء السادس والأخير من الكتاب فقد كان عاصفة البرق الخاطف في تصادم العواصف المشحونة على المنصة.. ماذا حدث؟ وكيف حدث؟ وماذا؟ ومن؟ ومتى؟ ثم إلى أين من هنا.. إذن فإن الخريف الغاضب كان شيئا آخر غير ما بدا لك، وهو إذن يختلف عن كتابك".

## مقتطفات من الكتاب
أفتتح هيكل كتابه بمقدمة الطبعة المصرية جاء فيها: "توقعت أن يثير الكتاب جدلاً لأن شبكة المصالح التي يمسها الموضوع ويقترب منها تناوله شبكة واسعة لها خطوطها بالطول وبالعرض في كافة مجالات الحياة المصرية ... توقعت أن يثير الكتاب جدلاً لأن الموضوع على علاقة بقوى عربية ودولية لها أهدافها المستمرة فوق مصائر الأفراد، ولقد تحقق لهذه القوى بعض هدفها عندما جرى الانفتاح في مصر بالطريقة التي جرى بها ابتداء من سنة 1974 وما تلاه ... انتقل بعد ذلك إلى ما لم أتوقعه ... لم أتوقع حجم الانفعال الذي قوبل به الكتاب ...

حادث المنصة أكتوبر 1981

لم أتوقع أن يمنع الكتاب في مصر قبل أن تصل نسخة واحدة منه إلى مصر ... ولم أتوقع أسلوب التعامل مع الكتاب في مصر على النحو الذي تم به فقد صودر الكتاب ولم يصادر في نفس اللحظة. أقصد أنه صودر عمليا ولم يصادر رسميا - أي أن المصادرة تمت شفويا ودون قرار مكتوب. وحين تفضل بعض المحامين فرفعوا بالحق العام قضية أمام مجلس الدولة وجد مستشار المجلس المكلف بالنظر فيها أنه أمام موقف غريب: كتاب محبوس وقرار بالحبس لا أثر له على الورق ... لقد تأكد مرة أخرى أن أي كتاب هو ملك قرائه فهم وحدهم يستطيعون حبسه بالإعراض عنه ومصادرته بإدانتهم له، أما الحظر بالمصلحة أو بالقوة أو بالسلطة فقصارى جهده أن يلفت الأنظار ويجذب الانتباه وبالتالي يضاعف من طاقة الفعل التي تحتويها الكلمة، وهذا ما حدث فعلا مع هذا الكتاب الذي قارب توزيعه أربعة ملايين نسخة في أكثر من ثلاثين لغة وتكررت طبعاته بهذه اللغات حتى جاء الدور الآن على طبعة منه تصدر في مصر ... أن موضوع "خريف الغضب" كان ـ كما هو ظاهر من كل صفحة فيه ـ محاولة لشرح الأسباب التي أدت إلى اغتيال الرئيس "السادات" وبالتالى فهو ليس سيرة لحياته ولا لدوره السياسى ... كان "خريف الغضب" يتعرض لحالة رئيس غاضب (بلغ به الغضب إلى حد اعتقال رموز كل الاتجاهات السياسية والفكرية في  مصر) - وحالة مجتمع غاضب (وصلت به الظروف الاقتصادية الاجتماعية مضافة إلى فساد استشرى إلى حد جعله يدير ظهره لكل شيء) - وحالة مسجد غاضب (أصبح في نهاية المطاف ملاذا لكتل فقدت أملها في الدنيا ولم تجد غير الله تهاجر اليه) - وحالة كنيسة غاضبة (بذلت قصارى جهدها لتفادي الفتنة فإذا رئيسها الأعلى رهن الاعتقال وراء أسوار دير في الصحراء)... أحزننى أن حاول البعض تأويل بعض ما قلته بعيدا عن قصده، ومن ذلك مثلا دعواهم أننى حين تحدثت عن "عقدة" اللون لدى الرئيس "السادات" كنت أصدر عن تحيز عنصري، ولقد أدهشني ذلك بقدر ما أحزنني لسبب بدهي وهو أننى لا أعرف لنفسى شقرة في اللون ولا زرقة في العيون فضلا عن أننى لا أعتقد أن ألوان الناس تحكم على جوهرهم الإنساني لقد تحدثت عن عقدة لديه لم يكن لها سبب حقيقى أو داع لكنها استحكمت فيه لأسباب تتعلق برؤيته الذاتية، والغريب أن بعضا من أقرب الناس اليه أشاروا إلى نفس العقدة كواقع مؤثر في مشاعره وتصرفاته ولم يتهمهم أحد بالتحيز زوجته السيدة "جيهان السادات" أشارت إلى هذه النقطة، وصديقه الرئيس الأمريكي السابق "جيمي كارتر" أشار اليها، بل وروى السفير الأمريكي الاسبق في مصر "هيرمان ايلتس"... كانت روايته في معرض تعليق له على "خريف الغضب" سال مداده على ثلاث صفحات كاملة من جريدة الواشنطن بوست انه كان يتغدى مع الرئيس "السادات" وقرينته ولاحظ أن الرئيس "السادات" غير مرتاح إلى بعض تفاصيل زيارته وحاول أن يستوضحه فيما يشغل باله وتطوعت السيدة "جيهان السادات" فقالت له: "بصراحة ان "أنور" يخشى أن يواجه بعض المشاكل في أمريكا بسبب لونه"...  إذن فلم أكن وحدى الذي رصد هذه "العقدة" التي أوردها الرئيس لنفسه دون مبرر، وإنما رصدها آخرون أقرب اليه منى".

## فصول الكتاب
الجزء الأول (صناعة نجم)
الفصل الأول «عصر النجوم اللامعة» - الفصل الثاني «الجذور» - الفصل الثالث «الهروب إلى الوهم» - الفصل الرابع «في ظل عبد الناصر» - الفصل الخامس «على القمة في مصر».
الجزء الثاني (النهب الثاني لمصر)
الفصل الأول «العالم ... مسرحه» - الفصل الثاني «إعادة ترتيب المنطقة» - الفصل الثالث «صورة طبق الأصل» - الفصل الرابع «الأغنياء أكثر غنى والفقراء أكثر فقرا» - الفصل الخامس «شرخ في شرعية النظام».
الجزء الثالث (الإسلام السياسي)
الفصل الأول «القبضة الحديدية» - الفصل الثاني «النزول إلى العمل السري» - الفصل الثالث «العودة إلى الأصل» - الفصل الرابع «إخراج الجن من القمقم» - الفصل الخامس «هدنة مع الجن».
الجزء الرابع (الكنيسة القبطية)
الفصل الأول «المسيح والصليب» - الفصل الثاني «رياح التغيير» - الفصل الثالث «جيل جديد» - الفصل الرابع «كنيسة تنطلق» - الفصل الخامس «الراهب المقاتل».
الجزء الخامس (العواصف تتجمع)
الفصل الأول «أوهام القوة» - الفصل الثاني «النهب المنظم» - الفصل الثالث «لا ضوابط ولا موازين» - الفصل الرابع «التدهور والفوضى» - الفصل الخامس «العضب في كل مكان».
الجزء السادس (الصواعق)
الفصل الأول «3 سبتمبر 1981» - الفصل الثاني «6 أكتوبر» - الفصل الثالث «بعد الاستعراض» - الفصل الرابع «من ولماذا؟» - الفصل الخامس «إلى أين؟» - رسالة متبادلة بين الحكيم وهيكل.

## الجزء الأول (صناعة نجم) الفصل الأول «عصر النجوم اللامعة»
كتب هيكل أن لكل عصر نجومه، والنجوم اللامعة في القرن العشرين وبالتحديد بعد الحرب العالمية الثانية كانت «ماو تسي تنج»، «هو شي منه»، «نهرو»، «تيتو»، و«جمال عبد الناصر»، ومع تطور وسائل الاتصال ظهرت نجوم لامعة مثل: «البابا جون بول الثاني»، و«جاكلين كنيدي»، و«هنري كيسنجر»، وكان لابد أن يكون «أنور السادات» ضمن القائمة. أكد هيكل على ظهور نجم السادات اللامع وكتب: «دفعت حرب أكتوبر الرئيس السادات إلى شهرة أكبر مما كان يتمتع به من قبل، فالعبور الناجح لقناة السويس أدهش العالم لكن التطورات تلاحقت فيما بعد ... كان الاحتفاظ بمرتبة النجم اللامع يحتاج من» السادات«الآن ماهو أكثر من مجرد معركة  وهذا ما حققه» السادات«حينما قام برحلته» التاريخية«إلى القدس في نوفمبر 1975»، وأكد هيكل أن هذه الرحلة هي أكثر ما جعله من ألمع نجوم هذا العصر.

## الجزء الأول (صناعة نجم)الفصل الثاني «الجذور»
أنور السادات هو ابن محمد محمد الساداتي (قرية ميت أبو الكوم - محافظة المنوفية)، الذي وضعت ووالدته 4 فتيات قبل ولادته في 25 ديسمبر 1918، وكان المدلل لديها. كتب هيكل: «كانت» أم محمد«مسؤولة عن نفسها وكانت تدبر أمورها بالذهاب إلى بيوت الأحسن حالا في القرية تبيع لهم أشياء مختلفة مثل الزبد والجبن. كانت تقوم بعمل شاف لكنها كانت مصممة على أن توفر لابنها حياة أفضل. وكان السبيل إلى ذلك أن تفتح له باب التعليم ... وهكذا أصبح» محمد الساداتي«واحداً من قلة المتعلمين في القرية ... كانت الأم تواقة لترتيب الخطوة التالية في حياة ابنها ولقد بدأت في ذلك حتى من قبل أن يتم تعليمه ويجد وظيفته وهكذا فإنها، وهو في سن الثالثة عشر، قامت بتزويجه من إحدى فتيات القرية وكانت هذه الزوجة هي زوجة الأب الأولى لأنور السادات. إن هذه السيدة اختفت فجأة من صفحات التاريخ؛ وحتى أقرب أفراد العائلة لم يعودوا يذكرون اسمها ولم يقدّر لها أن تنجب أولاداً يحتفظون بذكراها ... بعد سنوات قليلة من العمل مع الوحدة الطبية في الجيش البريطاني التي عمل بها محمد محمد الساداتي فإن هذه الوحدة أمرت بالتوجه إلى السودان عام 1914. كان القلائل من المصريين في ذلك الوقت هم الذين يفكرون في ترك قراهم في ريف مصر». تابع هيكل يروي موضوع زواج والد الرئيس «أنور السادات» قبل سفره إلى السودان من فتاة تدعى «ست البرين» ابنة «خيرالله» من الذين وقعوا في أسر العبودية وساقه أحد تجار العبيد من قرب أواسط إفريقيا إلى حيث باعه في أحد أسواق العبيد في ذلك الوقت بدلتا النيل، وعندما ألغى نظام العبودية في مصر فإن سادة «خيرالله» أعتقوه من أسر العبودية، ووصف ذلك هيكل فقال: «ورثت «ست البرين» كل التقاطيع الزنجية ... وذلك من التعقيدات الدفينة في أعماق وجدان «أنور السادات». وضعت «ست البرين» والدة السادات 4 أبناء (طلعت - أنور - عصمت - نفيسة)». عاد والد السادات إلى مصر عام 1925 ليقيم في القاهرة، وتزوجه والدته فتاة تناسب الحياة القاهرية وكانت زوجة الأب الجديدة للسادات هي «فطوم»، ثم تزوج «أمينة الوروري» وهي زوجة الأب الثالثة للسادات، بيضاء اللون وعمرها 18 سنة، والتي أنجبت 9 أطفال.
كتب هيكل: «طوال هذا الوقت يمكن تصور حالة الصبى» أنور«، لعله كان يفتقد حياته في القرية وربما كان يشعر بالحنين لحريته فيها لكنه الآن كان عليه أن يرى أمه تعود إلى مستوى العبودية مرة أخرى بالجهد الشاق الذي وقع عليها في خدمة هذه الأسرة المزدحمة. كانت حياتها الآن، أغلب الظن، لا تقل مهانة عن حياة أبيها حينما كان محكوماً بقوانين العبودية. لقد أصبحت هي خادمة هذا البيت كله، وعندما كانت تقصر في الخدمة أحياناً فإن (محمد محمد الساداتي) لم يكن يتردد في ضربها أمام أولادها وأمام غيرها من الزوجات. أي نوع من الحياة هذا الذي بدأ يراه أنور السادات من حوله ؟ كانت سعادة» ميت أبو الكوم«وراءه، وكان الابن الثانى لزوجة أصبحت الآن في أدنى درجة بالنسبة للحياة في ظل زوجها، ولم يكن هناك من يهتم بأمره وسط هذا الزحام».

## الجزء الأول (صناعة نجم) الفصل الثالث «الهروب إلى الوهم»
وصف هيكل الرئيس السادات قائلاً: «كان على استعداد لأن يعطى ولاءه لأى شخص أقوى منه تضعه الظروف أمامه»، وتعلم تحمل الصدمات وحتى الإهانات التي لا لزوم لها ... إن السادات «الهارب» أصبح السادات «الحالم»، والسادات «الحالم» تحول إلى السادات «الممثل»، في معظم حياته كان السادات يمثل دوراً في كل مرحلة وفي بعض المراحل كان يمثل عدداً من الأدوار في نفس الوقت. انه لم يكف أبداً، ولم يخف على أي حال انبهاره بالتمثيل وغرامه به وإن فضل دائماً ان يخفى الأسباب التي دفعته إلى انتحال شخصيات أخرى غير شخصيته الحقيقية«، واسترسل هيكل قائلاً:» في منتصف الثلاثينات وفي الأيام الأولى من حياة السينما المصرية كانت هناك منتجة سينمائية اسمها «عزيزة أمير» وقد نشرت هذه السيدة إعلاناً في إحدى المجلات تعلن فيه عن حاجتها إلى وجوه جديدة تظهر في فيلم كانت تنتجه في ذلك الوقت ... كان أنور السادات واحداً من الشبان الذين ردوا على هذا الإعلان وتقدموا للمسابقة كتب في الخطاب الذي بعث به إليها يقول قوامي نحيل وجسمي ممشوق وتقاطيعي متناسقة . إننى لست أبيض اللون ولكنني أيضاً لست أسوداً، أن وجهي أسمر ولكنها سمرة مشربة بالحمرة ... من الغريب إن نسخة المجلة المحفوظة في دار الكتب والتي تحوي هذا الإعلان وجدت مفقودة من مكانها وكأن يدا مجهولة امتدت اليها فنزعتها ... بعد الثورة كتب بنفسه مقالاً عن تلك التجربة قال: «في يوم من الأيام قرأت إعلاناً تطلب فيه الفنانة عزيزة أمير وجوهاً جديدة لفيلمها الذي كانت تزمع عمله وهو فيلم» تيتاونج«وأذكر أنني توجهت إلى مقر الشركة في عمارة بشارع إبراهيم باشا حيث جاءت الفنانة عزيزة أمير واستعرضتنا جيئة وذهاباً وكنا أكثر من عشرين شاباً انتقت مننا اثنين ... بعد ذلك أقلعت عن هذه الهواية»، وأضاف هيكل جملة كتبها السادات تقول: «إنني لا أجد نفسي حقيقة إلا في صحبة الممثلين».
يمر هيكل بسيرة السادات والتحاقه بالكلية الحربية وتخرجه برتبة ملازم ثان في المشاة في فبراير عام 1938 وتعرفه على جمال عبد الناصر في «منقباد» بالصعيد المصري وكان السادات قد بدأ العمل السياسي بالرغم من أن عبد الناصر كان من يدير النقاش السياسي بين الضباط. مارس السادات العمل السري والتقى بالجواسيس الألمان، وعندما اكتشف الإنجليز هذا النشاط تم القبض عليه مع زميله حسن عزت وتم تسريحه من الجيش في 8 أكتوبر عام 1948، وسجن في «سجن الأجانب» ثم معتقل «ماقوسه» قرب المنيا في صعيد مصر حيث جاء زائر غامض لزيارة السادات لضمه إلى الحرس الحديدي الخاص بالملك فاروق، وتم نقل السادات لمعتقل الزيتون حيث بادر بالهرب مع صديق ليذهب في اليوم التالي إلى قصر عابدين ويسجل اسمه في دفتر التشريفات للشكوى من المعاملة في معتقل الزيتون ثم عاد بسيارة أجرة إلى المعتقل مرة أخرى. يعاود السادات الهرب ليختفي في زحام القاهرة ثم يتهم السادات بإغتيال «أمين عثمان» وزير المالية المصري في حكومة الوفد عام 1946. تبدأ حرب فلسطين في فبراير 1948 والسادات مازال في سجن الأجانب منهمكاً (حسب تعبير هيكل) في وضع مسرحية يقوم بتمثيلها المساجين ومشاهديها أيضاً هم المساجين. يخرج السادات من السجن بعد تبرئته وهو بلا عمل، وبمساعدة القصر تم تمويل حسن عزت للعمل بالمقاولات وأشرك معه صديقه «أنور السادات»، وفي 15 يناير 1950 يعود السادات لصفوف الجيش بأمر من «محمد حيدر» وزير الحربية بناءأً على توصية «يوسف رشاد» الطبيب الخاص للملك فاروق، وقام جمال عبد الناصر بضم السادات إلى تنظيم «الضباط الأحرار» عام 1951.

## الجزء الأول (صناعة نجم) الفصل الرابع «في ظل عبد الناصر»
ذكر هيكل أن عبد الناصر أراد معرفة أخبار القصر عن طريق ضم السادات للضباط الأحرار، ووضعه تحت الاختبار وتصور إنه يستطيع إعادة توجيهه واستغلاله لمعرفة أخبار «الحرس الحديدي»، وللإستعداد لحركة 23 يوليو كان السادات في دار عرض سينما صيفية تعرض ثلاثة أفلام دفعة واحدة وذلك في مساء يوم 22 يوليو، وعند عودته ومعرفة أن جمال قدم إلى بيته وترك رسالة تفيد بتحركهم الليلة، ارتدى السادات ملابسه العسكرية ولحق بجمال عبد الناصر. غاب أنور السادات (حسب تعبير هيكل) من وسط الصورة بعد 23 يوليو.
كتب هيكل عن انتقال السلطة إلى السادات بموت عبد الناصر، حيث أنه كان بمنصب نائب الرئيس، فقال: "بقى أنور السادات في مكانه حتى تلك اللحظة الحزينة. كان معنى الأخذ بما اقترحته ووافق عليه الآخرون لأن أحدا لم تكن لديه خطة بديلة مقبولة، أو لأن أحداً لم يجد متسعاً من الوقت ليخطط من جديد أن السادات هو الذي سيصبح رئيساً للجمهورية بالنيابة . كانت للكثيرين من حضور هذا الاجتماع تحفظات مختلفة على «أنور السادات» لكن ضرورات الاستمرار غلبت فيما أعتقد أي اعتبارات غيرها في ذلك الموقف الحرج . وفيما يتعلق بى فلقد كنت (مع إدراكي لأوجه قصور أعرفها في شخصية أنور السادات) أجد فيها جوانب ايجابية . ولقد تصورت حتى في غمرة الحزن العميق في ذلك الوقت ان وقر المسؤولية سوف يبرز أحسن ما في الرجل من صفات ... ولقد أدرنا الحملة الانتخابية لأنور السادات في الاستفتاء على رئاسة الجمهورية على أساس أنه كان الرجل الذي اختاره "جمال عبد الناصر" لهذا المنصب بنفسه حين أحس باحتمال خطر على حياته، وحين توجه «أنور السادات» بعد إعلان نتيجة الاستفتاء الذي لم يكن هناك من ينافسه فيه إلى مجلس الأمة لأداء اليمين الدستورية أمامه، كان
الشعار الذي تقدم به إلى المجلس «إن برنامجه هو برنامج عبد الناصر»، وأودع السادات في المجلس فعلا نسخة من بيان 30 مارس الذي أصدره وجمال عبد الناصر ووافق عليه الشعب في استفتاء عام سنة 1968، وكان هذا البرنامج يحدد خطى عملية وتنفيذية للعمل الوطنى المصري قبل المعركة وبعدها. وعندما انتهى «أنور السادات» من القاء خطابه أمام مجلس الأمة، استدار إلى تمثال نصفى لعبد الناصر«كان موضوعا على منصة المجلس، وانحنى بطريقة مسرحية أمامه وسرت همهمة في القاعة، فقد بدت هذه الحركة، مع كل الاحترام لجمال عبد الناصر، نوعاً من الوثنية لكن الممثل في أنور السادات كان يبحث عن أقصى تأثير درامي في لحظة درامية».

## الجزء الأول (صناعة نجم) الفصل الخامس «على القمة في مصر»
في 15 أكتوبر 1970 أصبح "أنور السادات" رسمياً رئيساً للجمهورية العربية المتحدة بعد استفتاء نال فيه 90.04% من أصوات الذين شاركوا في الاقتراع. رصد هيكل الفارق بين عبد الناصر والسادات، وكيف كان عبد الناصر يطالع كل التقارير الواردة من الجهات المختلفة، وكتب: "عندما بدأ "أنور السادات" يتلقى هذا الطوفان من الأوراق فقد صاح منذ أول يوم: "ابعدوا عني كل هذه الأوراق، ان هذا التل من الورق يمكن أن يخنقني تحته"، وكتب عن كلمات قالها له السادات حيث كتب: "التفت إلى يقول: إنهم يريدون أن يقتلوني بهذا الورق كله كما قتلوا به جمال عبد الناصر. وربما كان السادات على حق في أن جمال عبد الناصر: كان يقرأ كثيراً وكان بعض ما يقرأه لا يساوى الوقت الضائع فيه. ولكن الذي لا شك فيه أيضا أن أنور السادات لم يكن يقرأ ما كان يتحتم عليه أن يقرأه وعلى أي حال فإن جيهان حاولت لبعض الوقت أن تعوض قصوره، فقد أصبحت قارئة نهمة لبعض الأوراق وكانت تهتم كثيراً بتقارير مراقبة التليفونات وتقارير المخابرات وتقارير اتجاهات الرأي العام، لكنها بالطبع لم تكن تقرأ ولا كان مطلوباً منها أن تقرأ التقارير الخاصة بالسياسة الخارجية أو الاقتصاد".
تحدث هيكل عن حرب السادس من أكتوبر فقال: "حينما حدث النجاح الساحق للقوات المصرية في عملية عبور قناة السويس فإن "السادات"، الذي لم يكن يتوقع
هذا القدر من النجاح لم يكن قادراً على سرعة استغلاله، ولم يبدأ التخطيط للمرحلة الثانية من العمليات بعد العبور إلا يوم 12 أكتوبر أي بعد ستة أيام من بدء الهجوم وفي تلك اللحظة كان الوقت قد أصبح متآخراً ... من سوء الحظ ان الانتصار الضخم الذي حدث لم يستطع، وراء الفرحة والاعتزاز، أن يؤثر على الخطة التي كان رسمها لنفسه، كان ما زال يفكر في "حركة" أو في "تسخين"، ولم يتنبه إلى أن الصورة الاستراتيجية العامة للمنطقة كلها قد تغيرت فعلاً وانه يستطيع الآن باطمئنان أن يرفع مستوى تطلعاته ومطالبه، كان الموقف قد تغير تغييراً أساسياً بعد العبور وكان هو لا يزال عند تفكيره كما كان قبل المعركة ... يتصور أن مفاتيح الموقف في يد الأمريكيين".

## الجزء الثاني (النهب الثاني لمصر) الفصل الأول «العالم ... مسرحه»
قبل متابعة خطى السادات من موقع القمة في مصر حتى وصوله إلى أفق النجوم اللامعة في العالم فإنه لابد من نظرة سريعة على قضايا الشرعية التي تواجه الزعماء في دول العالم الثالث ... وفيما يتعلق بمعظم بلدان العالم الثالث فإنها جميعاً تعيش في حالة شرعية إنتقالية تحاول فيها أن تنتقل من الشرعية التقليدية ذات الأساس القبلي أو الديني إلى الشرعية الدستورية والقانونية التي تتمتع بها، ولو نظرياً على الأقل، بلاد العالم المتقدمة في الغرب، وفي الواقع فإن بلدان العالم الثالث التي ما زالت تعيش الحالة الانتقالية لا تجد لشرعية السلطة فيها غير أساسين الأساس الأول هو ضرورات الاستمرار وفي العادة فإن ما يعبر عن هذا الاستمرار هو البيروقراطية بما فيها القوات المسلحة التي تستطيع أن تكفل على الأقل حداً أدنى من ضرورات الوجود والاستقرار وربما النمو، والأساس الثاني هو وجود رجل على قيد الحياة أو في عداد الأموات يكون وجوده رمزا ... وكان هناك الأمل لدى
كثيرين من أن النواحى الايجابية في شخصيته ومنها تشوقه إلى قبول الناس له ورضاهم عنه يمكن ان يكون لها التأثير الأكبر على تصرفاته خصوصاً وأن وصوله إلى قمة السلطة قد يعطيه الآن من دواعي الأمن والطمأنينة ما يؤكد أحسن مافيه. ذلك لم يتحقق كما كان التمني، لكن الأمور لم تبدأ بالاستفحال إلا بعد أن اتجهت اليه كل أضواء المجد بعد حرب أكتوبر. كانت في يده فرصة لم تسنح لغيره وكان يستطيع، لو أنه فهم حقيقة الانتصار الذي تم في أكتوبر واستوعب هذه الحقيقة، أن يعيد صياغة علاقات مصر ببقية الأمة العربية وعلاقات العرب جميعاً بالعالم الخارجى. كان تحت تصرفه ورهن اشارته ... لكن السادات أدار ظهره لهذا كله، وبدلاً من استغلال النصر وهو في الحقيقة لم يدرك جوهر طبيعته، فإنه التفت بسرعة ليستغل ما هو سطحي من مظاهره. كان متلهفا على الاستعراضات وعلى الميكروفونات وعلى عدسات التليفزيون وتجاهل كل الصداقات والتحالفات متصوراً أنه يستطيع أن يصنع كل شئ وحده مع صديقه الجديد «هنري كيسنجر»، والغريب أنه حتى وكيسنجر نفسه بنظرته العملية والعلمية، كان عاجزاً عن فهم قصور السادات في استغلال جوهر النصر الذي حققه العرب. وقد عبر كيسنجر عن ذلك بنفسه ... أضاف الدكتور هنرى كيسنجر بالحرف ومحذراً: «إن أحداً في إسرائيل لا ينبغى أن يساوره أدنى شك في أن فشل محادثات فك الارتباط سوف يؤدي إلى انكسار السد الذي يحمي إسرائيل من هذه الضغوط. وفي هذه الحالة فإن إسرائيل لن يكون عليها فقط أن تقوم بانسحاب جزئي وإنما سيكون مفروضاً عليها أن تنسحب إلى حدود 4 يونيو 1967 ... أضاف كيسنجر بالنص:» الحقيقة أننى مندهش من سلوك السادات لأن الرئيس المصري لا يظهر أنه حتى الآن على استعداد لاستعمال كل قوى الضغط السياسي التي خلقها الموقف العالمى الجديد في مفاوضاته لفك الارتباط. إن السادات يستطيع استعمال هذه الضغوط لكى يفرض إتفاقاً شاملاً وعلى شروطه، وحتى لو تجددت المعارك فإن العالم سوف يلقي اللوم كله على إسرائيل«. ثم قال كيسنجر متسائلاً:» أننى لا أعرف لماذا لا يحاول السادات استعمال حقائق الموقف الجديد لكي يضغط من أجل انسحاب إسرائيلي شامل«. ثم رد كيسنجر على نفسه وقال بالحرف أيضاً:» إن السادات فيما يبدو لى وقع ضحية الضعف الانسانى، انه يتصرف بسيكولوجية سياسي يريد أن يرى نفسه وبسرعة راكباً في سيارة مكشوفة داخلاً في موكب منتصر إلى شوارع السويس بينما ألاف من المصريين يصفقون ويهللون له«، لقد كان محزناً حقاً في تلك الأوقات أن السادات عاد بعد أكتوبر 1973 إلى نفس مطالبه القديمة التي نادى بها في مبادرته الجزئية في فبراير 1971 وكأن شيئاً لم يحدث بين التاريخين، بينما الواقع أن المسافة بين التاريخين كانت شاسعة لكنه لم يستطع رؤيتها».

## الجزء الثاني (النهب الثاني لمصر) الفصل الثاني «إعادة ترتيب المنطقة»
تحدث هيكل في هذا الفصل عن تحول السادات عالمياً من المعسكر الشرقي إلى المعسكر الغربي، وعن تحول السادات اقليمياً إلى خارج المنطقة العربية حيث كتب: «كانت قرارات السادات دائماً ما تجئ نتيجة حسابات طويلة، وإن حسابات تدور وتجرى وتصل إلى نتائجها داخل شخصيته الخاصة»، وذكر أن نصائح الإمارات والسعودية بالإتجاه إلى الولايات المتحدة حيث أنها القوة الوحيدة التي تمارس ضغطاً على إسرائيل، وأن الولايات المتحدة لن تمارس هذا الضغط والاتحاد السوفييتى موجود في مصر بخبرائه وبسلاحه، وبعد أن طرد الخبراء السوفيت وأنتظر مكافأة على ما فعل ولكنها لم تصل. وأقليمياً خرج السادات بمصر عن النظام العربي وفقدت المنطقة العربية قيادتها التاريخية.

## الجزء الثاني (النهب الثاني لمصر) الفصل الثالث «صورة طبق الأصل»
كتب هيكل عن كلمات السادات التي تعكس شخصيته: «ذات يوم قال لي:» إننى وجمال آخر الفراعنة العظام في تاريخ مصر«... رجوته أن ينساها ... لكنه لم يلبث أن كررها كما علمت فيما بعد وأكثر من ذلك فقد كررها للرئيس» جيمى كارتر«وإن كان قد طور النظرية إذ قال لكارتر ... أنهم ينظرون إلي على أننى خليفة لجمال عبد الناصر وذلك ليس صحيحا ... أنني أحكم مصر بطريقة رمسيس الثاني ... راح السادات وبطريقة واعية ومنظمة يتخذ لنفسه» صورة«فرعونية، وراح يفضل أن يقف أمام عدسات التصوير ب» البروفيل«(الوضع الجانبى) ممسكا في يده بعصا المارشالية كأنها مفتاح الحياة الذي كان يحمله الفرعون».

## الجزء الثاني (النهب الثاني لمصر) الفصل الرابع «الأغنياء أكثر غنى والفقراء أكثر فقراً»
استشهد هيكل بالكاتب البريطاني «جون مارلو» في كتابه الشهير «نهب المصريين» حيث كتب: «إن قصة استعمار مصر اقتصاديا وماليا وعلميا بواسطة أوروبا جاءت نتيجة الضغوط التي مارستها قوى توسعية ذات تفوق فنى وعسكرى في العالم الغربى المتفوق صناعياً، وكانت هذه القوى تملك فائضا من السلع تبيعها وتفرضها فرضا على مجتمع متخلف مكشوف أمامها ومفتوح لمخططاتها، كان مجتمعا زراعيا يضم سكانا تم ترويضهم بواسطة الطغاة من حكامهم الذين كان معظمهم من الغرباء تهاووا بسرعة أمام إغراءات الغرب، كان جون مارلو يتحدث عن المصريين في عصر إسماعيل . وهناك لمحات كثيرة مما قال يمكن أن تنطبق على عصر السادات، مع خلاف ظاهر وهو أنه في السبعينيات من القرن العشرين لم تكن أوروبا الغربية هي ممثل القوى التوسعية المتفوقة فنيا وعسكرياً وإنما كانت الولايات المتحدة الأمريكية هي طليعة هذه القوى في هذه المرة ... إن أوجه الشبه بين ما حدث في عصر إسماعيل وما حدث في عصر السادات كان يرجع في جزء منه، إذا أردنا تحرى الإنصاف، إلى مجمل الظروف المؤثرة على معظم دول العالم».

## الجزء الثاني (النهب الثاني لمصر) الفصل الرابع «شرخ في شرعية النظام»
تحدث هيكل في هذا الفصل عن أسباب أحداث يناير 1977 والتي أنتفض فيها الشارع المصري اعتراضاً على رفع الدعم عن بعض السلع وعن اجتياح المظاهرات مصر من أقصاها إلى أقصاها بينما كان السادات يستعد لإستقبال الرئيس اليوغسلافي «تيتو» في أسوان، ومحاولة المظاهرات الوصول إلى بيت السادات الواقع على نيل القاهرة بجوار كوبري الجلاء بالدقي، كما ظهرت صور جمال عبد الناصر يحملها بعض المتظاهرين، وظهرت بعض العناصر اندفعت للنهب والتدمير. أمر السادات وقتها بنزول الجيش للشوارع وأوقف العمل بقرارات رفع الدعم ولكن كان عدد القتلى في الشوارع قد تجاوز 160، وهكذا أعتبر هيكل أن ما حدث كان شرخ كبير في شرعية السادات وخصوصاً بعد إعلانه الرغبة في الذهاب إلى إسرائيل، قال هيكل: «كان الشعور السائد لدى جماهير عريضة من الشعب المصرى مختلفا عندما سمعوا عرض السادات بالذهاب إلى القدس فانهم قابلوه بسخرية من عدم التصديق. كان ذلك في رأيهم مثالا جديداً للسادات» الممثل«الذي حمّلته الفاظه بأكثر مما تحتمل أفعاله وبالتالئ فان ما قاله لاينبغى أن يؤخذ جداً، لكنه عندما راح يكرر عرضه، وعندما بدأوا يرون بأعينهم استعدادات الرحلة والمفاوضات الجارية بشأنها أمام عدسات التليفزيون تنقلها اليهم نشرات الأخبار تحول إنكارهم إلى دهشة. وبدأوا يراقبون رئيسهم باستغراب ...  لم يكن لهذا كله أساس، ولقد كان مهرجان السادات الكبير بلا قاعدة حقيقية، وحتى عندما جاءت كامب دافيد بعد الرحلة المسرحية للقدس فإن كل ما أمكن تحقيقه هو استرجاع سيناء».  

## الجزء الثالث (الإسلام السياسي) الفصل الأول «القبضة الحديدية»
شرح هيكل تطور ظهور الإسلام السياسي في سبعينيات القرن 20 فكتب: «كان المناخ السياسى في مصر مثقلا بالحيرة والتخبط»، واسترسل مستخدماً كلمات قوية مثل: مصر في حاجة ماسة إلى بعض المكاسب المادية - السخط الكامن لدى الناس - عوامل السخط موجودة - هناك شواهد مهمة على تغييرات هامة تجرى في التركيب النفسى للفرد المصرى العادي.
كتب هيكل: "أتذكر أن مشكلة نشأت بين العمال والإدارة في مصانع المحلة الكبرى سنة 1975 وقام العمال باعتصام داخل مصانعهم، وأعلنوا أنهم مسؤولون عن الحفاظ على آلاتها، ومن سوء الحظ أن السلطات ما لبثت كالعادة أن ألقت اللوم على الشيوعيين، وفي ذلك الوقت مارس 1975 وكانت علاقتى مع الرئيس السادات قد تجددت بعد قطيعة استمرت من شتاء 1974 حتى خريف نفس العام فإنه راح يحدثنى عن ذلك الاعتصام في المحلة الكبرى، وعن سيطرة الشيوعيين على عملية الاعتصام، وكان رأيه أن التنظيم الذي تمت به عملية الاعتصام والمقدرة التي تجلت في مواجهة المعتصمين لقوات الأمن المركزى التي أرسلت لفض الاعتصام هي دليل على وجود مخطط مدبر ... وكان رأيى مختلفا وحاولت أن أشرح له وجهة نظرى، وكان مؤداها أنه ينبغى إعادة الحسابات التقليدية عن السلوك الشعبى المصري، فهذا السلوك بدأت تدخله نزعة عنف صنعتها ظروف تاريخية ... كانت سلطات الأمن قد اعتقلت حوالى خمسة آلاف شخص في القضايا المتصلة بحوادث مظاهرات القاهرة وأفرجت هذه السلطات عن بعضهم بعد قليل ثم قدمت عدة مئات من الباقين إلى المحاكمة، ولم تكن هناك أدلة على وجود مؤامرة وإن ثبتت تهمة النهب على بعض الذين وجدوا في المظاهرات فرصة يحصلون فيها على بعض ما كان يعز عليهم الحصول عليه في ظروف عادية ... كان السادات الآن معزولا عن بقية العالم العربى، وكانت علاقته مع إسرائيل قد قوبلت برفض كامل من جانب الدول العربية سواء تلك التي كانت تسمى نفسها "تقدمية"... وبدأت حركته السياسية
في الداخل تعكس حقائق هذه العزلة ... لم يلبث السادات بعد قليل وإزاء التحديات الجديدة أن وصل إلى نتيجة مؤداها أن الموقف يحتاج إلى علاج أخر لايقوى عليه حزب مصر ولا رئيسه ممدوح سالم، وهكذا أعلن فجأة عن اعتزامه العودة شخصيا إلى ما أسماه «الشارع السياسى»، وهكذا أعلن أنه سيبدأ حزبا جديدا تحت اسم «الحزب الوطنى».

## الجزء الثالث (الإسلام السياسي) الفصل الثاني «النزول إلى العمل السري»
بدأ هيكل هذا الفصل قائلاً: «كانت الواجهة التي تقدمها مصر إلى العالم الخارجى واجهة مثيرة للإعجاب لأول وهلة، كانت هناك كل الظواهر التي تشير إلى دولة تقع وسط منطقة حساسة من العالم وتضج بالنشاط المالي والتجاري وعلى رأسها سياسي له شهرته الدولية التي تضمن له عناوين الصفحات الأولى من صحف العالم في كل مرة يفتح فيها فمه، لكن الحقيقة كانت مختلفة عما تقول به الواجهة، فقد كان هناك شعور بالإحباط ينتاب الناس في كل مناحي حياتهم ولدواعي الإنصاف مع السادات فإن هذا الشعور بالإحباط لم يكن من العدل نسبته إليه وحده ... إن الحياة السياسية في مصر أو على الأقل قواها الحية والنشيطة بدأت تتحرك نحو النزول إلى العمل السرى».
تحدث هيكل عن بداية تفاعل السادات مع اليمين الديني في مصر وكتب عن دور الملك فيصل في هذا المجال فقال: «حاول أن يرتب مصالحة بين الرئيس السادات ومجموعة من الإخوان المسلمين. كان الإخوان المسلمون الآن موزعين على عدة مجموعات. كانت هناك أولا تلك القلة التي ظلت على اعتقادها بأن العنف والإرهاب هما أفعل الوسائل لتحقيق أهدافهم، ولكن معظم هؤلاء كانوا لايزالون إما في السجون أو مختفين تحت الأرض، وكانت هناك مجموعة ثانية، هم هؤلاء الذين غادروا مصر هربا من الاضطهاد أو بحثا وراء فرصة عمل في الخارج وكان كثيرون من هؤلاء قد جمعوا ثروات طائلة، وأخيرا كانت هناك مجموعة هؤلاء الذين آثروا البقاء في مصر وحاولوا قدر ما يستطيعون أن يواصلوا الدعوة في ظل الظروف القائمة مهما تكن صعوباتها. وفي صيف سنة 1971 نجح الملك فيصل في أن يرتب اجتماعا بين السادات وبين مجموعة الإخوان المسلمين الذين ذهبوا إلى الخارج، وبالفعل فقد عقد اجتماع في استراحة» جاناكليس«في إطار من السرية المطلقة. حضره بعض زعماء الإخوان في الخارج بعد أن حصلوا على ضمان بتأمين دخولهم إلى مصر وخروجهم منها والتقوا هناك بالرئيس السادات. كان بين هؤلاء الدكتور» سعيد رمضان«الذي عاش بعض الوقت في السعودية ثم قصد إلى جنيف حيث رأس منظمة إسلامية ترعاها المملكة العربية السعودية. وخلال المناقشات التي جرت في ذلك الاجتماع قال الرئيس السادات للإخوان الذين قابلهم إنه يواجه المشاكل من نفس العناصر التي قاسوا هم منها (كان قد فرغ لتوه من معركته مع مراكز القوى). ثم أنه يشاركهم أهدافهم في مقاومة الإلحاد والشيوعية وكذلك فإن عبد الناصر قد خلف له تركة ثقيلة، وقد عرض عليهم استعداده لتسهيل عودتهم إلى النشاط العلني في مصر ... كان بين هؤلاء الشيخ» عمر التلمساني«وهو رجل يحظى باحترام الكثيرين، وبدأ عمر التلمسانى يحرر ويصدر مجلة» الدعوة«وحاول قدر ما استطاع أن يتجنب القضايا السياسية الحادة. ورغم أن» الدعوة«صدرت بدون تصريح رسمي كما ينص قانون المطبوعات، فان البوليس لم يتعرض لها. كذلك صدرت مجلة أخرى هي» الاعتصام«عن مجموعة ثانية من الإخوان المسلمين. وحين كان السادات يحاول ترتيب علاقات أوثق بهم فإنهم كانوا يضعون بعض الشروط، وكان بين هذه الشروط ما استجاب له السادات عن طيب خاطر، ومن بينها مثلا أن بعضهم طلب سحب الحرس الجمهورى من المراسم المحيطة بضريح جمال عبد الناصر. واختفى الحرس الجمهورى ذات صباح من حول الضريح. لكن التعاون بين الفريقين لم يجد لنفسه طريقا سهلا وآثر كثيرون من جماعات الإخوان المتفرقة أن يتسربوا إلى عالم النشاط السري تحت الأرض منتظرين هناك تطور الأحوال ... وكان مسرح الإسلام السياسي يتسع وكان اتساعه يفسح الطريق أمام موجة جديدة من العودة إلى الأصول الإسلامية. كان الإسلام هو الملاذ الأخير لكل هؤلاء الذين راحوا في ظروف الفوضى الاجتماعية والاقتصادية والفكرية التي بدأت تسود مصر يبحثون جميعا عن يقين مطلق يعتصمون به في أجواء حافلة بمتناقضات العصر كله ومتناقضات ما كان يجرى في مصر بالذات».

## الجزء الثالث (الإسلام السياسي) الفصل الثالث «العودة إلى الأصل»
بدأ هيكل هذا الفصل بإقرار حقيقة مفادها: «مناخ مثقل بالمتناقضات وأسباب الشك والحيرة والقلق وتضارب في القيم الاجتماعية والثقافية وتخبط في السياسات الاقتصادية والاجتماعية كانت العودة إلى الدين طلباً لليقين حركة طبيعية».
استرسل هيكل في متابعة خط الإسلام السياسي في مصر، وتحدث عن موطن جديد للفكر الإسلامي في الباكستان مع كتب «أبو الأعلى المودودي» ومقالاته في الجريدة الصادرة في كراتشي «ترجمان القرآن». ذكر هيكل انتقال فكر المودودي إلى جماعة «الجهاد» وأوضح أن فكرة «الحاكمية» هي فكرة إنقلابية، وكتب: «لقد دخلوا إلى إطار الفكر المطلق حيث لامساومة ولا تعايش بين مجتمعين وعقيدتين. لم يعد أمامهم إلا الجاهلية أو الإسلام وإلا حاكمية البشر تعترض الطريق أمام حاكمية الله، وكانت سياسات الانفتاح بكل آثارها الاقتصادية والاجتماعية وزيادة ظهور النفوذ الأجنبي بكل ما يمثله من دواعى الكفر، وكانت سيادة قيم مجتمع استهلاكي تمادت فيه ظواهر الانحلال كانت تلك كلها عوامل جديدة وقوية أضافت إلى شعورهم بعدالة هدفهم».

## الجزء الثالث (الإسلام السياسي) الفصل الرابع «إخراج الجن من القمقم»
أوضح هيكل فشل نظام السادات في معرفة مواضع الخطر، كتب: «لم يظهر نظام السادات وعيا على الإطلاق لحقيقة ما كان يجرى تحت السطح في الحياة السياسية المصرية. كان يبدو مشغولا بهؤلاء الذين اعتبرهم أعداءه الشرسين مثل الناصريين واليساريين والمثقفين ومن بقوا من الوفديين ... وهكذا جرى تبنى سياسة استدراج بعض القوى من التيار الديني ليكونوا حليفاً للنظام ... كانت نتائج محاولة النظام لاستغلال الدين في خدمة أهدافه ظاهرة للعيان ... لكن النشاط الأكبر في محاولة استغلال الدين جرى في الجامعات ... لم يتوقفوا طويلاً أمام ما حدث سنة 1974 حين استطاع شاب حصل على الدكتوراه في الفلسفة هو الدكتور» صالح سرية«أن يقود مجموعة من الشباب معظمهم من الطلاب في هجوم على الكلية الفنية العسكرية حيث كان يتصور أن بمقدوره الحصول على مزيد من المتطوعين ومزيد من الأسلحة لكى يزحف ويحتل قاعة اللجنة المركزية للاتحاد الاشتراكى العربى. وكانت خطته أن تتمكن جماعته من اغتيال السادات واخرين من أركان حكمه. ثم تعلن الاستيلاء على السلطة. كانت المحاولة يائسة بالتأكيد وقد جرى سحقها بسرعة وقتل بعض الأفراد وحوكم» صالح سرية«ومعه بعض زملائه وأعدم عدد منهم؛ ومالبث الموضوع أن نسى. نسب كله إلى تأثير حزب مغمور هو» حزب التحرر الإسلامى«. ولم يتوقف أحد ليدرس أبعاد ما حدث»... وتابع هيكل في سرد حادثة اختطاف الشيخ «محمد الذهبي» من جماعة «التكفير والهجرة» وأكد: «النظام لا يزال يتصور أن في مقدوره أن يواصل التعامل مع الحركة الدينية بالطريقة التقليدية».
وصف هيكل اجتماع السادات مع رجال الدين وكتب: "انتهى السادات من الحوار مع العلماء والمشايخ. فإنه التفت فجأة إلى الأستاذ التلمسانى وبدأ يوجه له ما يكاد أن يكون إنذاراً لأنه يكتب في مجلة "الدعوة" مقالات في الهجوم على الصلح مع إسرائيل. وقال السادات: "ياعمر، إننى لازلت أسمح للدعوة بأن تصدر بدون ترخيص وهذا ضد القانون وأنا اتسامح. لكنكم ذهبتم بعيداً جداً. وأستطيع غداً إذا شئت أن أطبق القانون وأن أغلق مجلة الدعوة. كان التلمسانى شيخا تقيا وذكياً في الوقت نفسه، ومع أنه فوجئ بحديث الرئيس الموجه اليه وكان في الأصل قد اندهش من الدعوة التي وجهت اليه لحضور هذا الاجتماع إلا أنه مع ذلك وقف في ثبات وقال: "أنت يا سيادة الرئيس تضعنى في موقف صعب كيف أستطيع أن أرد عليك وأنت في مكانك هذا محاط بكل أبهة مركزك وبكل أركان حكومتك ؟ . . إننى لا أجد عندى إلا أن أشكوك إلى الله. ووجد السادات نفسه في موقف حرج فإن التلمسانى يوشك أن يخطف منه اهتمام الناس ويبدو وكأنه تفوق عليه أمامهم. وهكذا اندفع السادات فورا واضعا في صوته كل الخشوع الذي تمكن من تطويعه بهذه السرعة ليقول للتلمساني: "لا ياعمر لا تشكونى إلى الله، إننى رجل يخاف الله فلا تشكونى اليه. وتصور السادات أنه قد أفحم التلمسانى واستعاد لنفسه مرة أخرى ذروة الاهتمام، ولكن التلمسانى لم يسكت بل استطرد ليقول: "ولماذا تخاف من أن أشكوك إلى الله يا سيادة الرئيس؟ إننى أشكوك إلى أعدل الحاكمين، وهو لا يظلم أحداً، فلماذا تخاف يا سيادة الرئيس؟" وفي اليوم التالى كان هذا الحوار حديث المدينة".

## الجزء الثالث (الإسلام السياسي) الفصل الخامس «هدنه مع الجن»
شرح هيكل أنه ومع مرور الأيام بدأ يتضح أن هؤلاء الذين استفادوا من الأوضاع الجديدة في مصر وجدوا مُلائماً لهم أن يغرقوا كل النقد الموجه إليهم في موجة عاتية من التدين، وكتب: «كان تشجيع شباب الجماعات الدينية على النجاح في انتخابات الاتحادات عملية منظمة قصد منها استبعاد القيادات الناصرية والتقدمية وإلغاء وجودها تماماً من القيادات الطلابية، ومضت هذه العملية شوطا بعيدا على طريق النجاح ... وبدأت هذه القيادات الطلابية الجديدة تؤكد نفسها، وبدأ أعضاؤها يمارسون داخل الجامعة في قاعات الدرس وخارجها سلطات واسعة ... وبدأ البعض يتنبه إلى الخطورة الكامنة في هذا النوع من النشاط ... كان الجن قد خرج من القمقم، ولم يكن في مقدور أحد أن يعيد حبسه فيه مرة أخرى مهما استعان بالطلاسم أو فنون السحر».

## الجزء الرابع (الكنيسة القبطية) الفصل الأول «المسيح والصليب»
«كان نظام الرهبنة أول عطاء من الكنيسة المصرية لكل الكنائس المسيحية الأخرى ولقد كان الدور الوطني الذي قامت به الكنيسة المصرية من أهم الخصائص التي ميزتها عن غيرها من الكنائس»، هكذا أفتتح هيكل هذا الفصل بعد كتابة جزء مطول عن تاريخ المسيحية ووجودها على الأراضي المصرية، واسترسل وهو يذكر مراحل التاريخ المصري وتأثير الكنيسة على كل مرحلة.

## الجزء الرابع (الكنيسة القبطية) الفصل الثاني «رياح التغيير»
تابع هيكل سرد تطور أحداث التاريخ المصري ودور الكنيسة لينهي هذا الفصل قائلاً: "هكذا فإنه - سياسياً واقتصادياً واجتماعياً - كان الأقباط في مصر قد أصبحوا عنصراً مندمجا مع التيار الرئيسي للحياة المصرية وفي داخل الكنيسة القبطية، وفي هذا الوقت كانت هناك صورة جديدة تظهر وتتضح معالمها يوما بعد يوم.

## الجزء الرابع (الكنيسة القبطية) الفصل الثالث «جيل جديد»
بداية هذا القرن كان هناك موظف في البطريركية يدعى "حبيب جرجس" كان عمله متصلاً بالتعليم الديني ولكن اهتماماته كانت أبعد وأوسع ... أن الكنيسة القبطية في مصر كانت طرفاً رئيسياً في الحوار الذي شكل العالم المسيحي منذ الأيام الأولى وحتى الآن. وكان "جرجس" أول من استعمل التعبير الخطير "الأمة القبطية". . يعنى به شيئا أكبر من مجرد الكنيسة القبطية ورعاياها ... وقد بدأ جرجس حملة واسعة لإعادة بعث اللغة القبطية القديمة"، وعن التشكيل الهرمي للكنيسة كتب هيكل: "لكن حبيب جرجس بدأ الآن يرى أن هذا الشكل يحتاج إلى إعادة بعث جديد وباعتباره متصلاً بشؤون التعليم في البطريركية فإن حبيب جرجس بدأ من النقطة التي كان يقف عندها ... كان يرى أن الأمر يحتاج إلى ما هو أكثر من ذلك. كانت الكنيسة قد أسبغت رعايتها على جمعية اسمها "جمعية أصدقاء الكتاب المقدّس". وكان على هذه الجمعية أن تستعمل مطبعة البطريركية وأن تنشر كل ما تستطيع نشره من تراث الكنيسة القبطية. وكان رأى حبيب جرجس أن الضرورات تقتضي العودة إلى البداية أي البدء بالتعليم من أول مراحله، وعلى هذا الأساس فقد اقترح ودعا إلى إنشاء مدرسة دينية في أحضان البطريركية، وتأسست هذه المدرسة بالفعل باسم "المدرسة الإكليريكية" سنة 1910 ... ولابد أن يقال أن كلا الخطوتين: خطوة إنشاء المدرسة الإكليريكية من ناحية وخطوة إنشاء مدارس الأحد من ناحية أخرى تضافرتا معأ لتصنعا تياراً قوياً كان له تأثيره المحسوس في الكنيسة القبطية"، ويلخص هكيل قوة التيار المسيحي قائلاً: "وهكذا فإن تيار التحديث القبطي الذي بدأ يخرج من الكنيسة مع نهاية القرن التاسع عشر بدأ يعود إليها مرة أخرى في الستينات والسبعينات من القرن العشرين".

## الجزء الرابع (الكنيسة القبطية) الفصل الرابع «كنيسة تنطلق»
شرح هيكل في هذا الفصل وجود حركات سرية قبطية في مصر بدأت في أواخر الأربعينات مثل حركة «جماعة الأمة القبطية»، ثم التفاف الشعب مسلمين وأقباط حول جمال عبد الناصر الذي كانت علاقته جيدة بالبطريرك كيرلس السادس، وذكر أنه توسط لدى جمال عبد الناصر لبناء كاتدرائية، حسب طلب البطريرك، وتم البناء وحضر عبد الناصر الإفتتاح.

## الجزء الرابع (الكنيسة القبطية) الفصل الخامس «الراهب المقاتل»
تحدث هيكل عن إنتخابات الكنيسة للكرسي البابوي بعد وفاة البابا كيرلس السادس وعن الأنبا شنودة فكتب: "كان الرئيس السادات لا يعلم إلا القليل عن الرجل الذي قَدّر له فيما بعد أن يصطدم به، لقد كان الأنبا شنودة ممثلاً بارزا لجيل الرهبان الشبان المتحمسين المصممين على إخراج الكنيسة القبطية من أوضاع العزلة التي كانت فيها، وتحويلها إلى مؤسسة قادرة على التفاعل مع العصر ومع العالم ... ذهب البابا شنودة إلى الولايات المتحدة الأمريكية بعد شهر واحد من زيارة قام بها إليها الرئيس السادات لمقابلته الأولى مع الرئيس الأمريكي الجديد "جيمي كارتر"، وصل البابا شنودة إلى نيويورك يوم 14 أبريل 1977 واستقبلته في نيويورك مظاهرة كبيرة ترحب به، وكان برنامجه يتضمن زيارة إلى واشنطن يلتقي خلالها بالرئيس  كارتر ... يمكن فهم الكثير عن ظروف هذه المرحلة وملابساتها مما نشرته في تغطية أخبارها مجلة "الكرازة" وهي مجلة تنطق عادة بلسان البابا وتعتبر شبه ناطق رسمي للمقر البابوي، في عددها رقم 17 الصادر بتاريخ 29 أبريل 1977 نشرت مجلة "الكرازة" رسالة من واشنطن عن زيارة البابا للولايات المتحدة، كانت العناوين الكبيرة للرسالة كما يلي: "إستقبال حافل لقداسة البابا في نيويورك" – "أول بابا للإسكندرية يزور الولايات المتحدة" – "الصحف الأمريكية تنشر أخبار الزيارة في صفحاتها الأولى" – "قداسة البابا يلتقى بالرئيس كارتر في البيت الأبيض بواشنطن" – "الرئيس كارتر يتحدث عن رحلة العائلة المقدسة إلى مصر"، وأورد هيكل ما تم نشره في "الكرازة" التي كتبت: "وتوجه قداسة البابا إلى البيت الأبيض وبرفقته الدكتور أشرف غربال سفير مصر في الولايات المتحدة حيث استقبلهما الرئيس جيمي كارتر في المكتب البيضاوي واستغرقت المقابلة نصف ساعة استفسر الرئيس خلالها عن أوجه نشاط الكنيسة القبطية التي كان مهتماً بها وبتاريخها وآثارها القديمة، كما تحدث عن رحلة العائلة المقدسة إلى مصر".

## الجزء الخامس (العواصف تتجمع) الفصل الأول «أوهام القوة»
يقترب هيكل في هذا الفصل من النهاية وهو يذكر: «مع بداية سنة 1981 كان الرئيس السادات قد أصبح في عزلة كاملة عن الحقائق الموضوعية المحيطة به ... ولم يجد السادات ما يفعله غير أن يعلق كل دور مصر وطموحاتها رهنا للسياسة الأمريكية ... بدأ يهرب من الواقع إلى الأوهام مرة أخرى. لم يكن من قبل يستطيع أن يستقر في مكان واحد، والآن فإنه أصبح أقل استقراراً وأكثر قلقاً، وبدأ يظهر في مكان مختلف كل يوم ... كان برنامج الحياة اليومية للرئيس السادات يؤكد بتفاصيله هذه العزلة عن العالم ... لقد كان ذهن الرئيس السادات قادراً على أن يتفتق كل يوم عن أفكار ... من بين أبرز أفكاره في هذا الصدد مشروع مجمع الأديان الذي اقترح بناءه في سيناء ليضم مسجداً وكنيسة ومعبداً يهودياً ... أضاف الرئيس السادات إلى كل أوسمته وشاحاً جديداً أطلق عليه» وشاح العدل«لكي يرتديه فوق بدله العسكرية التي كان يقوم بتفصيلها له بيت في لندن تخصص في تفصيل الأزياء العسكرية ... وبمقدار ما كان الرئيس السادات يغوص في هذا النوع من الأوهام بمقدار ما كانت عزلته عن الحقائق تتزايد يوما بعد يوم».

## الجزء الخامس (العواصف تتجمع) الفصل الثاني «النهب المنظم»
أوضح هيكل عن جانب من الفساد في عهد السادات وكتب: «كانت الهدايا التي يرسلها لأصدقائه تخرج من المال العام، وكانت الهدايا التي يتلقاها من هؤلاء الأصدقاء أو غيرهم تدخل في الملكية الخاصة ... كانت إحدى الصفقات التي طفت على السطح في السنوات الأولى من حكم الرئيس السادات هو ما عرف باسم» قضية البوينج«... ثم كانت هناك بعد ذلك فضيحة ماعرف باسم» صفقة الأوتوبيسات«... مرة أخرى صفقة مشبوهة عرفت باسم» صفقة حديد التسليح الأسباني«... كانت هناك صفقة أخرى تحيط بها الشكوك وهي صفقة أسمنت مصرى بيعت بسعر يقل كثيراً عن سعر السوق العالمية ... ثم ثارت ضجة بعد ذلك حول صفقة التليفونات ... تردد كلام كثير عن عقود بناء نفق المترو تحت الأرض في القاهرة، وتردد نفس الشئ حول اتفاقيات بناء محطات نووية في مصر ... كانت روائح الصفقات تزكم الأنوف».
سرد هيكل قصصاً كثيرة عن الفساد تضمنت «رشاد عثمان»، و«توفيق عبد الحي»، و«نعيم أبو طالب»، و«عثمان أحمد عثمان»، و«عصمت السادات»، وكتب عن شقيق الراحل أنور السادات: «حتى ساعة الفراغ من إعداد هذا الكتاب في أكتوبر 1982 فقد كانت 77 لجنة تحقيق مكلفة بمتابعة مجالات نشاط وحجم ثروة عصمت السادات».

## الجزء الخامس (العواصف تتجمع) الفصل الثالث «لا ضوابط ولا موازين»
أخذ هيكل في شرح الأنظمة الحاكمة في العالم الثالث وكتب: «طبيعة السلطة في معظم بلدان العالم الثالث، تتحرك من شرعية تقليدية ذات أصول قبلية أو دينية في إتجاه أمل الوصول إلى شرعية تستقر بقواعد دستورية وقانونية. لكنها في هذه المحاولة تمر بشرعية مرحلة الانتقال ... المرحلة التي يبرز فيها دور أجهزة الإستمرار في الدولة أي البيروقراطية رأسها القوات المسلحة. في هذه المرحلة يبرز عادة دور الرجل الواحد الذي يمكن له حجم سلطته أينما تلفت المرء في أي اتجاه في العالم الثالث . والسبب الرئيسى هو أن المجتمعات لا تستطيع أن تصل إلى مرحلة الدستورية والقانونية إلا إذا اكتمل نمو الطبقات أولا ثم إذا استطاعت هذه الطبقاث أن تغبر عن مصالحها سياسيا بحرية ثانيأ - ثم ثالثاً إذا كانت التناقضات الاجتماعية بين هذه الطبقات هما يمكن حله الديمقراطى  إن ذلك لم يتحقق بعد في معظم بلدان العالم الثالث».
تحدث هيكل عن التجربة الديمقراطية في عهد السادات وقام باستعراض الأحزاب (الوفد – التجمع – العمل) ومجموعة النواب المستقلين في مجلس الشعب (ممتاز نصار – محمود القاضي – عادل عيد – صلاح أبو إسماعيل) بالإضافة إلى الصحافة التي أعترف هيكل بأنها: «ليست في أحسن أحوالها».

## الجزء الخامس (العواصف تتجمع) الفصل الرابع «التدهور والفوضى»
وصف هيكل الوضع المصري عام 1980 بالإحباط المتزايد والتخبط، وكان الوضع الإقتصادي سييء، وكانت ديون مصر الغير عسكرية حوالي (من 16 إلى 21) مليار جنيه مصري، ولفت البنك الدولي الأنظار إلى الفجوة المتزايدة بين الأغنياء والفقراء التي خلقتها سياسة الانفتاح. ذكر هيكل أن النقابات المهنية أصبحت آخر القلاع المستقلة للتعبير.

## الجزء الخامس (العواصف تتجمع) الفصل الخامس «الغضب في كل مكان»
وصف هيكل أجواء الغضب ومظاهر هذا الغضب مثل اندلاع العنف بقيادة بعض الجماعات الإسلامة في يناير 1979 حين وصل شاه إيران إلى مصر لاجئاً، وإندلاع أحداث الفتنة الطائفية في يونيو 1981، وتحول بعض الإئمة إلى زعماء سياسيين، وكتب هيكل قائلاً: «هكذا كانت موجات الغضب تعلو حتى تكاد تغطي كل نواحي الحياة في مصر، الشارع غاضب وكذلك البيت، المسجد غاضب وكذلك الكنيسة، وفوق ذلك فقد كان الجالس على العرش البابوي غاضباً».

## الجزء السادس (الصواعق) الفصل الأول «3 سبتمبر 1981»
استهل هيكل هذا الفصل قائلاً: "كان الرئيس السادات غاضباً، فقد انعكس عليه وتركز فيه رد فعل الغضب العام، وكان بعض ذلك طبيعيا، فقد أصر هو دائما
على أن يكون محور كل شئ. ولم يكن في استطاعته أن يهرب في النهاية من كونه أصبح هدف كل شئ. لقد أصبح البؤرة التي تركز عليها الغضب الشعبي العام. كانت تهمة الفساد على كل لسان، وكان المحيط الذي يدور حول السادات هو مجال هذا الفساد، وكان الصلح المنفرد مع إسرائيل موضع شكوك تزداد كل يوم ليس لأنه كان صلحاً منفردا فحسب وإنما لأنه أدى إلى عزلة مصر عن بقية أسرتها العربية. وكان السادات هو وحده صانع هذا الصلح المنفرد. وبالتالى فقد انصبت كل الشكوك المتزايدة عليه. وكانت هناك مقاومة تبرز أكثر وأكثر ضد سياسته لإدخال مصر إلى مناطق النفوذ الأمريكية وقد تجلت في عمليتهم الفاشلة في صيف 1980 لإنقاذ الرهائن الأمريكيين في طهران. ومهما كان من رأى كثيرين من المصريين في آية الله الخمينى. فإن غالبيتهم كانت ترفض أن تكون أراضيهم ممرا لأعمال عسكرية أمريكية ضد شعب من شعوب المنطقة. ولقد تربت أجيال متعاقبة من المصريين على رؤية مصر وهي ملاذ لكل حركات التحرر الوطنى في العالم".
قام هيكل بسرد تفاصيل اعتقالات 3 سبتمبر حيث قال: «بدأت عملية الانقضاض الكبيرة فجر يوم 3 سبتمبر، بعد أسبوع واحد من عودة السادات من واشنطن ... كان الانقضاض حملة اعتقالات واسعة شملت ثلاثة الاف شخص وكانت هناك أسماء جديدة تضاف إلى القائمة كل دقيقة ... إن أبواب السجون تفتحت لتستقبل أبرز رموز التيارات السياسية والفكرية والصحفية والدينية في مصر، إضافة إلى كل من فتح فمه بكلمة معارضة ضد معاهدة كامب ديفيد، أو ضد الفساد، أو ضد تجسيم واستغلال القضية الطائفية في مصر»، وروى هيكل تفاصيل القبض عليه من منزلة وكتب: «في حوالى الساعة الثانية من صباح يوم 3 سبتمبر كانت هناك طرقات على باب شقتى في الإسكندرية حيث كنت هناك بعد عودتى من باريس. كان معي في الشقة ليلتها اثنان من أبنائى، وسمع أحدهما ابنى الثانى طرقات الباب فذهب ليجد اثنين من ضباط مباحث أمن الدولة يطلبان منه فتح الباب، ولما رجاهما الانتظار إلى الصباح كان قولهما له انهما يرجوان أن لا يضطرهما إلى كسر الباب. وجاء لايقاظى من النوم فذهبت وفتحت باب الشقة لهما ودعوتهما إلى الدخول. وقالا لى على الفور اننى مطلوب لمباحث أمن الدولة، ونظرت في ساعتى وكانت الساعة الثانية والثلث صباحا، وذكرتهما بأننى أنا الذي صغت عبارة» زوار الفجر«في مقالاتى في الأهرام وانتقدت بها بعض تجاوزات الأمن في وقت الرئيس عبد الناصر . فكيف يحدث في عصر يدّعى الديمقراطية أن يدق على بابى».

## الجزء السادس (الصواعق) الفصل الثاني «6 أكتوبر»
أفرد هيكل 18 صفحة من كتاب «خريف الغضب» لرواية أحداث يوم 6 أكتوبر 1981، وقام هيكل بالتعريف بمنفذي حادث المنصة الأربعة:
خالد الإسلامبولي (24 سنة) ملازم أول (عضو الجماعة الإسلامية).
عطا طايل حميدة ربيع (26 سنة) ملازم أول مهندس احتياط.
حسين عباس محمد (27 سنة) رقيب متطوع من قوة الدفاع الشعبي (بطل رماية).
عبد الحميد عبد السلام عبد العال (28 سنة) نقيب دفاع جوي (سابق) وصاحب مكتبة كتب دينية.
بالإضافة إلى منسق الخطة والغائب عن مسرح الأحداث:
محمد عبد السلام فرج (27 سنة) عضو بارز بالجماعة الدينية وقائد عنقود الاسلامبولي ومهندس كهرباء وصاحب كتاب «الفريضة الغائبة» الذي طبع منه 500 نسخة تم إعدام معظمها بناء على توجيهات عبود الزمر.
كتب هيكل متحدثاً عن الإسلامبولي: "يوم الأربعاء 23 سبتمبر، كان هذا اليوم من أيام المقادير بالنسبة له ولمصر، في الساعة العاشرة والربع من صباح ذلك اليوم استدعى الملازم أول الإسلامبولي إلى مكتب قائد وحدته الرائد مكرم عبد العال من قيادة اللواء 333 بسلاح المدفعية. كان الرائد مكرم يقول للإسلامبولي إن الاختيار قد وقع عليه للإشتراك في العرض العسكري الذي يجري يوم 6 أكتوبر احتفالاً بذكرى حرب 6 أكتوبر 1973 . وقيل له إنه سوف يقود وحدة من 12 مدفعاً تقودها جراراتها في طابور العرض. وطلب الملازم الإسلامبولي إعفاءه من هذه المهمة وكان عذره أنه قد رتب أموره لقضاء أجازة عيد الأضحى مع أسرته في بلدتهم ملوي في صعيد مصر (كان عيد الأضحى يبدأ يوم 8 أكتوبر)، ورفض الرائد مكرم عبد العال أن يستجيب لإعتذار الإسلامبولى. ولم يكن أمام الاسلامبولي سوى أن يقبل وأضاف أمام الرائد مكرم عبد العال قوله، بعد الرضوخ للأمر، "لتكن مشيئة الله".
تحدث هيكل بإسهاب عن خالد الاسلامبولي فقال: «كان ينتمى إلى جماعة من الأصوليين الإسلاميين تسبح في التيار العريض والعميق للحركة الإسلامية وهي» الجماعة الإسلامية«... أن سؤالاً نظرياً قد طرح على مفتي الجماعة وهو الدكتور عمر عبد الرحمن على عبد الرحمن يقول» هل يحل دم حاكم لا يحكم طبقا لما أنزل الله؟«وكان الرد نظريا كالسؤال نفسه هو: نعم». ذكر هيكل تطور خطوات خالد الاسلامبولي حتى وصوله لقرار إغتيال السادات، وروى لقاء الاسلامبولي الأول بالعضو البارز بالجماعة الدينية «محمد عبد السلام فرج» في صيف 1980 في مسجد بمنطقة بولاق الدكرور حيث كان الاسلامبولي يبحث عن شقة للإيجار وجلس بالمسجد بعد تعب البحث، وتعرف على فرج الذي أعطاه نسخة من كتابه «الفريضة الغائبة»، وهو كتاب يجمع فتاوى وآراء أبو الأعلى المودودي. أوضح هيكل سرعة إجراءات خطة الاسلامبولي لإغتيال السادات، حيث التقى الاسلامبولي الجمعة 25 سبتمبر 1981 مع عبد السلام فرج في بيت عبد الحميد عبد السلام عبد العال (لم يكن قد وافق على الاشتراك في العملية) للسؤال والفتوى وطلب أثنين لإتمام المهمة، والسبت 26 أحضر فرج (عطا طايل حميدة ربيع) و (حسين عباس محمد) ولم يكن أي منهم يعلم بالخطة وفي حضور خالد سألهم فرج عن استعدادهم لمهمة إستشهاد وأجاب الأثنين بالموافقة دون العلم بالتفاصيل، ويوم الأحد 27 أمد فرج زميله الإسلامبولي بأربعة قنابل ومسدس.
كتب هيكل: "التقى خالد مع بقية زملائه يوم الأحد 4 أكتوبر للمرة الأخيرة قبل بدء الخطوات الأولى في خطة التنفيذ مباشرة. قال للثلاثة الآخرين الذين سيصحبونه في تنفيذ العملية أنه سوف يذهب لزيارة شقيقته في مصر الجديدة ثم يقابلهم أمام ميريلاند القريب، سوف يقود بنفسه سيارة عبد الحميد وهم فيها إلى منطقة التجمع للعرض، ثم ينزلون هناك على أن يلحق بهم بعد ذلك، وقد زودهم بتصريحات تسمح لهم بالدخول إلى المنطقة، وعندما ذهب خالد لبيت شقيقته لآخر مرة كتب رسالة وضعها في ظرف تركه لها مخبأ في غرفة نومها ولم تعثر شقيقته على هذا الخطاب إلا بعد اغتيال السادات والقبض على شقيقها متهماً باغتياله. قال في الخطاب: "أرجوكم أن تسامحونى. إنني لم أرتكب جريمة. إنى لا أريد شيئاً لنفسى ولا أطلب ترقية أو مكافأة وإذا حدث لأحد منكم ضرر بسببى فإنى أرجوكم أن تسامحونى". وفيما بعد وحينما كانت خالة خالد تزوره في السجن فإنها سألته ألم يفكر فيما يمكن أن يصيب والده وأمه وبقية أسرته بسبب مافعله. وكان رده أنه فكر في الله وحده ... كان عطا طايل وعباس محمد قد قضيا يومي الخميس والجمعة في بيت عبد الحميد، ولم يتحدثا في تفاصيل الخطة وإنما انكبا على قراءة القرآن. وفي مساء يوم الأحد حين انضم خالد إليهما في الشقة كانا وكذلك عبد الحميد قد ارتدوا ملابسهم العسكرية القديمة ونزلوا مع خالد كما كان مقرراً. ثم نزل الثلاثة من السيارة التي كان يقودها خالد على بعد حوالي مائتي متر من بوابة منطقة التجمع للعرض. ثم انطلق خالد بالسيارة على أن يلحق بالثلاثة بعد قليل. ومن الغريب أن الثلاثة دخلوا إلى منطقة التجمع للعرض دون أن يضطروا إلى تقديم تصريحات دخولهم التي زودهم بها خالد. وتوجهوا إلى خيمته وسألوا عنه كما كان الترتيب وقيل لهم أنه ليس موجودا ولكن الوحدة على أي حال كانت تتوقع وصولهم بناء على تنبيهات سابقة منه. وجلسوا بجوار خيمته في انتظار وصوله، ووصل خالد بعد ربع ساعة يحمل في يده حقيبة سامسونايت كانت تحتوى على الذخيرة المطلوبة لتنفيذ العملية . ولقد حيا الثلائة الذين كانوا في انتظاره بطريقة تعمد أن تبدو رسمية وجافة ...  في صباح اليوم التالى، الاثنين 5 أكتوبر اليوم السابق للعرض العسكرى، وجد جندي المراسلة المكلف بخدمة خالد أن ضابطه لم يتناول إفطاره وإنما قدمه إلى الجنود الثلاثة الجدد الذين ألحقوا بالوحدة ولعله ظن، من نفسه، أن ضابطه يحاول مجاملة أفراد من قوة المخابرات لكى يزكي نفسه أمامهم ... مر على كل الوحدات ضابط كبير من الحرس الجمهوري ينادي بأمر يقضي بنزع كل إبر ضرب النار ... وجاء يوم الثلاثاء 6 أكتوبر، يوم العرض، قام خالد بإيقاظ أفراد وحدته في الساعة الثالثة صباحاً لأنهم كان يجب أن يكونوا مستعدين للتحرك في الساعة السادسة صباحاً وقبل ذلك فإنه ذهب إلى خيمة تجميع الأسلحة وأخذ أربعة مدافع رشاشة وتأكد من تعميرها، وكان في الليلة السابقة قد طلب من عباس محمد أن يقوم بهذه المهمة في الليل، وأن يميز هذه المدافع الأربعة المعبأة بخرق صغيرة من القماش يضعها في فوهتها. لم اكتشف خالد أن إبر ضرب النار التي قدمها له عبد السلام فرج ليست صالحة، ولكنه لم يعد في حاجة إليها لأن الخيمة كانت من حوله مليئة بإبر ضرب النار التي نزعت من كل الأسلحة الموجودة في الوحدة وكلف هو بأن يكون مسئولا عنها شخصيا، وقبل السادسة بقليل كانت الوحدة كلها على استعداد ولم يبق أمام خالد إلا أن يخفي القنابل اليدوية الأربعة تحت مقعد جرار المدفع الذي سيركب فيه. وهكذا بعث بسائق الجرار لكى يشترى له سندويتش من الكانتين المتحرك في المعسكر وفي غيبة السائق تمكن خالد من وضع القنابل اليدوية في المكان الذي يريده. وصدر الأمر بالتحرك نحو ساحة العرض. وكان الجرار الذي يركبه خالد في مقدمة الطابور وعلى الجانب الأيمن منه أي الجانب الأقرب من منصة العرض الرئيسية مسافة لا تزيد كثيراً عن ثلاثين مترا. وعندما اقتربوا من المنصة فوجئ سائق الجرار بأن ضابطه يشهر عليه مسدساً ويأمره بالوقوف، وانصاع السائق للأمر وشد بقوة فرامل جراره وكان من أثر ذلك أن مال خط سير الجرار إلى اليمين خارج خط السير المحدد، وفيما بعد؛ وأثناء التحقيق سئل خالد: "لماذا انصاع السائق لأمره بالتوقف، وهل كان شريكاً في المؤامرة ؟، ورد خالد بالنفي وقال: "إن السائق كان خائفاً"، وسئل: "ولماذا أصابه الخوف ؟"، وكان رده: "في الغالب لأنه كان جبانا"، وبمجرد توقف الجرار، قفز خالد منه وألقى أول قنبلة يدوية في اتجاه ساحة العرض، وكان الهدف من إلقائها طبقاً للخطة إشاعة حالة من الارتباك. وفي نفس الثانية وقف عباس محمد من مكانه في الجرار وبدأ في إطلاق مدفعه الرشاش في الاتجاه العام لموقع الرئيس، وكانت أول رصاصة أطلقها هي التي أصابت السادات في عنقه، ولعلها كانت الرصاصة القاضية، وبمجرد بدء إطلاق النار فإن سائق الجرار وبقية طاقم المدفع الذين لم يكونوا ضمن أفراد الخطة قفزوا من أماكنهم وحاولوا اللحاق بعربات أخرى من طابور العرض. كانوا يهربون ولعلهم كانوا ينجون بأنفسهم، وقفز عطا طايل وألقى قنبلة انفجرت في منتصف المسافة بين المنصة والجرار، وفيما بعد وجدت قنبلة رابعة لم تنفجر على نفس المقعد الذي كان يجلس عليه وزير الدفاع. كانت المفاجأة كاملة لدرجة أن رد الفعل بإطلاق نيران الحرس لم يبدأ إلا بعد ثلاثين ثانية وكان خالد قد وصل إلى الصف الأمامي للمقاعد على المنصة، وتبعه حسين بينما كان الاثنان الآخران يتقدمان من جانبي المنصة بإطلاق نيران للتغطية، ولقد قال الدفاع عن خالد فيما بعد أنه صرخ في وجه نائب الرئيس "حسنى مبارك" ووزير الدفاع "عبد الحليم أبو غزالة" قائلاً لهما: "ابعدا عن طريقى إننى لا أريد إلا ابن . . هذا"، ولم يقم في كل الشهادات دليل على أن خالد قال هذه الكلمات فعلا ... ولأول مرة قام الشعب المصرى بقتل الفرعون".

## الجزء السادس (الصواعق) الفصل الثالث «بعد الاستعراض»
روى هيكل الثواني الأخيرة من الحادث واستمرار خالد وعبد الحميد في إطلاق النار بالرغم من اصابة كل منهم في البطن، بينما أنهى حسين مهمته وانسحب خارج الموقعة ليستقل سيارة أجرة ويذهب إلى بيت أحد أقاربه. حسب رواية هيكل أن تأمين المنصة كان فاشلاً، وكتب: "وصل السيد رئيس الجمهورية إلى مستشفى القوات المسلحة بالمعادى في الساعة الواحدة وعشرين دقيقة بعد ظهر اليوم مساء الثلاثاء 6/10/1981  وأظهر الكشف الطبي ما يلي:
(1) كان سيادته في حالة غيبوبة كاملة، النبض وضغط الدم غير محسوسين وضربات القلب غير مسموعة، حدقتا العين متسعتان ولا يوجد بهما استجابة للضوء، فحص قاع العين أظهر وجود أوعية دموية خالية من الدماء، لا يوجد حركة بالأطراف تلقائية أو بالإثارة مع عدم وجود الانعكاسات الغائرة والسطحية بجميع الأطراف.
(2) وجود فتحتي دخول في الجهة اليسرى من مقدم الصدر أسفل حلمة الثدي اليسرى
(3) وجود جسم غريب محسوس تحت الجلد في الرقبة فوق الترقوة اليمنى
(4) وجود فتحة دخول أعلى الركبة اليسرى من الأمام وخروج بمؤخر الفخذ الأيسر مع وجود كسر مضاعف في الثلث الأسفل لعظمة الفخذ الأيسر.
(5) جرح متهتك بالذراع الأيمن من الأمام أسفل المرفق
(6) إمفزيما جراحية بالصدر والرقبة وحول العين اليسرى
(7) دم متدفق من الفم
في تمام الساعة الثانية وأربعين دقيقة بعد ظهر يوم الثلاثاء 6 أكتوبر أظهر رسم القلب عدم تسجيل أي نشاط له، وأظهر رسم المخ توقف كامل له عن العمل تأكيدا لحدوث الوفاة. واعتبر سبب الوفاة صدمة عصبية شديدة مع نزيف داخلي بتجويف الصدر وتهتك بالرئة اليسرى والأوعية الدموية الكبرى بجذر الرئة اليسرى".
كتب هيكل: «في البداية لم يكن أحد متأكدا مما إذا كان اغتيال السادات مقصورا على هجوم المنصة، أو أنه جزء من خطة أوسع. كان كثيرون من أركان الحكم على منصة العرض من الساعة التاسعة صباحا، والآن فإنهم جميعاً هرولوا يحاولون بكل ما في طاقاتهم أن يحصلوا على معلومات عما حدث، وما الذي يجرى في بقية البلاد حتى وزير الداخلية ذهب إلى بيت أحد أصدقائه ومن هناك اتصل تليفونيا بمكتبه ليسأل عن الأخبار، ولم تعرف جماهير الشعب المصرى أن رئيسها قد اغتيل إلا بعد أن أذاعت محطة» مونت كارلو«أن السادات قتل، وقد اذاعت الخبر نقلا عن مراسلها في واشنطن التي كان الخبر قد انتشر فيها ولم يذع رسمياً حتى يعلنه الرئيس ريجان بنفسه».

## الجزء السادس (الصواعق) الفصل الرابع «من ولماذا؟»
كشف هيكل عن إجراءات تفتيش منازل المقبوض عليهم وما عثر رجال الأمن عليه وتعرض المقبوض عليهم للتعذيب، وأورد هيكل في حديثه عن الشريك الغائب محمد عبد السلام فرج: «حينما سئل فرج كيف أعطى الأمر بتنفيذ العملية رغم اعتراض الزمر عليها ؟ أجاب:» اننى فقيه المجموعة وكان الزمر يعرف أن لى صلاحية التقرير في هذا الشأن«، وتابع فرج أقوله قائلاً:» إن الجهاد قضية لا تقبل التأخير، ولقد كان الظلم الذي أنزله السادات بالناس أمرا يتعدى حدود الأفراد المعتقلين وإنما كان عدواناً على حقوق الله. وعندما سئل لماذا لم ينتظروا وقتاً يكونون فيه أكبر سناً وبالتالى أكثر عقلا ؟ كان رده: «ان كوننا شباباً لا يجعلنا أقل أحقية في حمل وتنفيذ أوامر الله». ذكر هيكل وجود نظريات مختلفة لمشاركة جهات داخلية أو خارجية في الإغتيال ولكن ثبت عدم منطقيتها. كانت النظريات ثلاثة، تقرر الأولى ضلوع المخابرات الأمريكية، والثانية ضلوع الجيش المصري، والثالثة أن الاغتيال هو جزء من مؤامرة أكبر لجماعة «الجهاد».
ولقد أسفرت التحقيقات عن تقديم المتهمين باغتيال السادات إلى محاكمة صدر فيها حكم بالإعدام على خمسة منهم وتم بالفعل تنفيذ الحكم، وبعد ذلك فلقد كانت هناك محاكمة كبرى أخرى أطلق عليها «محاكمة تنظيم الجهاد» وقدم أمام القضاء فيها حوالي 400 متهم طالب الادعاء لأكثر من 300 منهم بحكم الأعدام.
وأخيرا فإن قرابة 100 فرد من القوات المسلحة قد خرجوا منها سواء بالفصل أو بالنقل إلى جهات أخرى.

## الجزء السادس (الصواعق) الفصل الخامس «إلى أين؟»
راح هيكل يبحث عن إجابة هذا السؤال: إلى أين؟ فكتب: "كانت المأساة الحقيقية في حياة أنور السادات وموته أنه رجل حاول أن يتحرك كثيراً؛ لكنه لم يتقدم إلى الأمام. ولقد كان أصدق تعليق سمعته بعد اغتياله أنه "مات حين مات"، وتابع هيكل: "يمكن الآن بأثر رجعي أن يقال إن غلطة السادات الكبرى تمثلت في تضحيته بالأهداف الاستراتيجية لمصر من أجل مناورات تكتيكية"، وكانت وجهة نظر هيكل وبالرغم من فرصة الإستفادة من حرب أكتوبر، "لكنه ألقى بكل شئ في الهواء ... لقد كان أهم دعاوى الرئيس السادات للفخر على مسرح المنطقة كلها أنه الرجل الذي خطط ونفذ هجوم مصر الناجح عبر قناة السويس ... لكن سوء الحظ وسياسات السادات أثرت على ما أمكن تحقيقه عسكرياً في هذه الحرب ... لقد ترك السادات لخليفته إرثاً يكاد يكون مستحيلاً وبالطبع فإن هناك بعض الأخطاء يمكن تصحيحها بسرعة فالسجناء يمكن إطلاق سراحهم والقوانين يمكن أن يعود لها بعض احترامها، والفساد يمكن كشفه وتسليط الأضواء عليه والمزاج العام يمكن أن يتغير والتوترات يمكن أن تخف حدتها والآمال يمكن أن تعود إليها اليقظة، ولكن القضايا الأساسية الاقتصادية والاجتماعية والسياسية تبقى بحجمها الضخم عقبات هائلة، ثم إن هناك قضية معنوية أخرى بالغة الخطورة وهي التشوه الذي حدث في المجتمع المصري نتيجة الهجمات المتعمدة على نسق القيم السائدة في العصر الذي سبق عصر السادات، والمؤسف أن عصر السادات حاول أن يرسخ قيمة واحدة وهي قيمة المال والثراء كمصدر وحيد للاعتبار الاجتماعي إن الأمل الكبير لمصر يبقى في قدرتها التاريخية على استيعاب الصدمات".

## خريف الغضب في السينما المصرية

الفيلم المصري (الغول) 1983

ظهرت محاكاة لحادث المنصة في السينما المصرية أثناء أحداث فيلم «الغول» للمخرج سمير سيف وبطولة عادل إمام عام 1983، حيث رأى كثيرون وقتها أن مشهد قتل الغول كان جريئًا إلى حد كبير، فبعد أن ضُرب بطل الفيلم عادل إمام، شرير الفيلم أو «الغول» على رأسه تراجع إلى الخلف متأثرًا بالضربة التي قضت عليه وصرخ «مش معقول.. مش معقول»، واعتبروه إسقاطًا على حادث المنصة الشهير واغتيال الرئيس الراحل أنور السادات حسب ما ذكر موقع البوابة عام 2019، وذكر حسن حداد على موقع سينماتك: «عرض في مبنى الرقابة لاجازته والسماح بعرضه جماهيرياً، لكن عقب إنتهاء العرض الخاص جاء في تقرير الرقباء مايلي: (...رأت اللجنة ان هذا الفيلم يعد مظاهرة سياسية مضادة للنظام القائم في البلاد ومعاداة لنظام الحكم ومؤسساته القضائية، وإتهام بعض أجهزة الدولة بالتواطؤ مع الرأسمالية ضد مصالح الشعب، ويشجع بل يدعو إلى الثورة الدموية ضد أصحاب رؤوس الاموال. كما تؤكد اللجنة ان هذه المعاني من شأنها التأثير بطريقة سيئة على عقول الشباب وتزعزع ثقتها في القضاء وغيره من أجهزة الدولة. كما تضمن المصنف بعض المشاهد والاحداث التي تبدو وكأنها نوع من المتاجرة ببعض الاحداث المحلية المتعاقبة والجارية على النحو الذي يصبغه بطابع سياسي على جانب كبير من الخطورة ... وبناء على هذا التقرير الرقابي منع عرض الفيلم داخل مصر وخارجها. وعندما عرض في قاعة النيل عرضاً خاصاً حضره أكثر من خمسمائة شخص من الكتاب والنقاد والسينمائيين، كان لهم رأي أخر في ان الرقابة قد إفترضت إسقاطات بعيدة كل البعد عما جاء في الفيلم».
صرح وحيد حامد كاتب سيناريو فيلم «الغول» لموقع فيتو في يوليو 2020: "إن المشهد الأخير في فيلم «الغول» بطولة الفنان عادل إمام كان محاكاة لعصر السادات لكنه لم يكن يحكي ما حدث في المنصة واغتيال الرئيس الراحل، وتابع خلال لقائه ببرنامج "التاسعة" الذي يقدمه الإعلامي وائل الإبراشي على التليفزيون المصري جملة «مش معقول» في فيلم «الغول» عادية وملهاش علاقة بالسادات.
ساد الاعتقاد أن موضوع الفيلم يتعلق بأذيال حادثة المنصة وأغتيال الرئيس «أنور السادات»، الفيلم يوحي من خلال أغتيال بطل الفيلم ولفظه لجملة ممثالة لما نطق بها أنور السادات لحظة قتله «مش معقول» ثم إلقاء حرسه الخاص لمجموعة من الكراسي فوقه بقصد حمايته. كما أكدت صحيفة المصري اليوم منع الفيلم داخل مصر وخارجها، لأن حادثة مقتل «الغول» تشبه حادثة المنصة واغتيال الرئيس السادات.

## كتب أخرى عن أغتيال السادات
اغتيال رئيس - بالوثائق: أسرار اغتيال أنور السادات (عادل حمودة)
يوم قتل السادات - اسرار قصة الإغتيال كاملة من وجهة النظر الإسرائيلية (عوديد جرانوت، جاك ريننج)
السادات - عملية اغتيال مجهولة (يوسف هلال)
هؤلاء قتلوا السادات (كمال خالد المحامي)
لماذا قتلوا السادات (دكتور رفعت سيد أحمد)
ضفادع وعقارب من الذي قتل السادات (دورين كايز)
من قتل السادات (حسني أبو اليزيد)
عبود الزمر.. كيف اغتلنا السادات؟ (محمود فوزي)
يوم قتل الزعيم (نجيب محفوظ)
ANWAR SADAT: The Assassination of the Symbol of Realism in the Middle East  (Janvier T. Chando)
The Day the Leader Was Killed (Naguib Mahfouz)
The Sadat Assassination (J. M. Berger)

## وصلات خارجية
https://www.almasryalyoum.com/news/details/1195323 خريف الغضب: قصة بداية ونهاية عصر أنور السادات
https://www.almasryalyoum.com/news/details/2473050 خريف الغضب: قصة بداية ونهاية عصر أنور السادات
https://www.albawabhnews.com/3713695 خريف الغضب: قصة بداية ونهاية عصر أنور السادات
https://www.elmogaz.com/641900 خريف الغضب: قصة بداية ونهاية عصر أنور السادات